# Kleingladenbach
Kleingladenbach (bis 1906 Gladenbach b. Br., mundartlich Gloareboch oder Klähgloareboch) ist ein Dorf im Westen des Hessischen Hinterlandes und als solches ein Ortsteil der Gemeinde Breidenbach im mittelhessischen Landkreis Marburg-Biedenkopf.

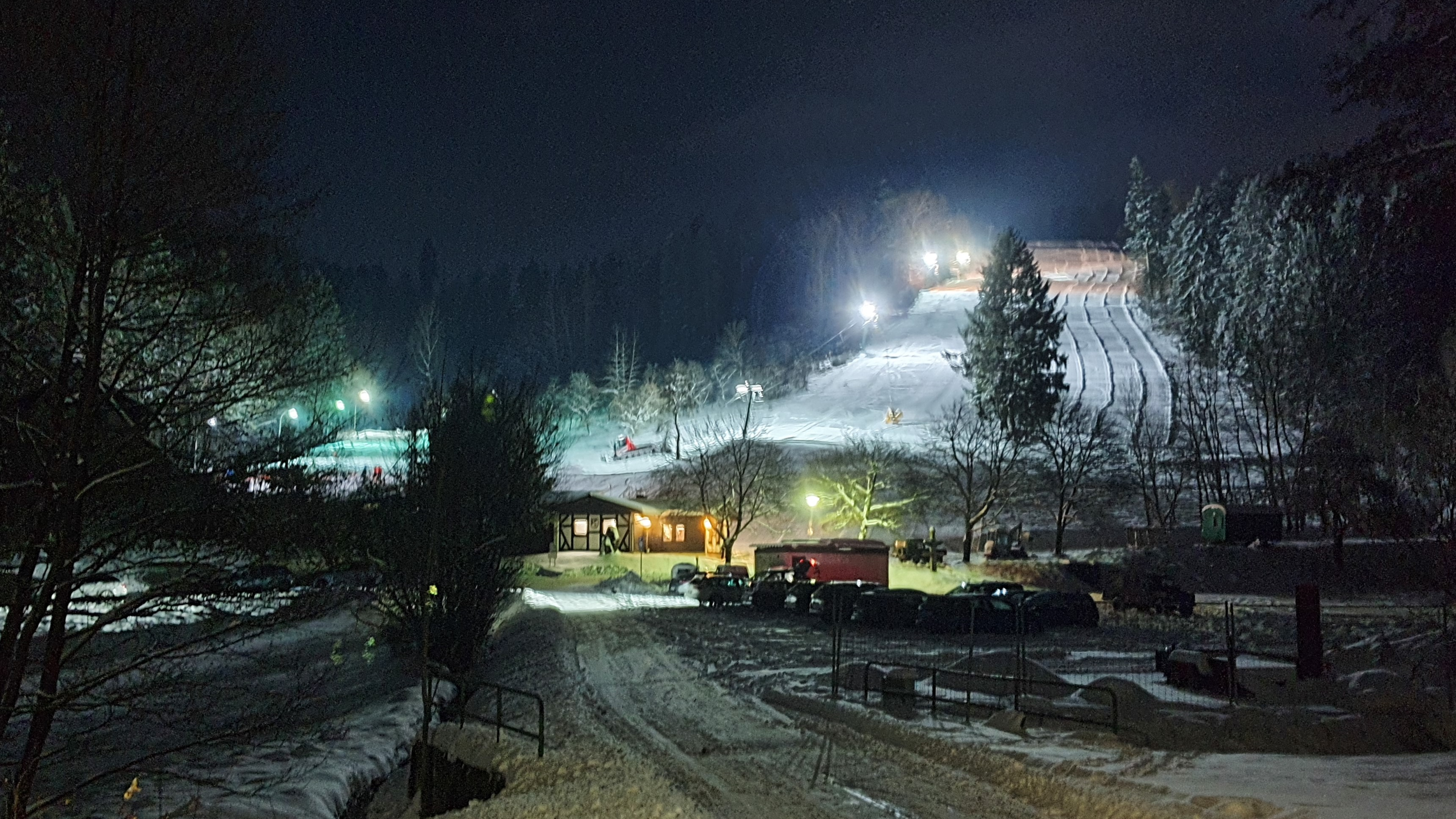
Die Kleingladenbacher Skipiste am Abend

Es ist zusammen mit dem Nachbarort Breidenbach mit einer urkundlichen Ersterwähnung im Jahr 913 der älteste Ort im Breidenbacher Grund. Überregional bekannt ist der Ort für den Silbersee und sein Skigebiet.

## Geographie

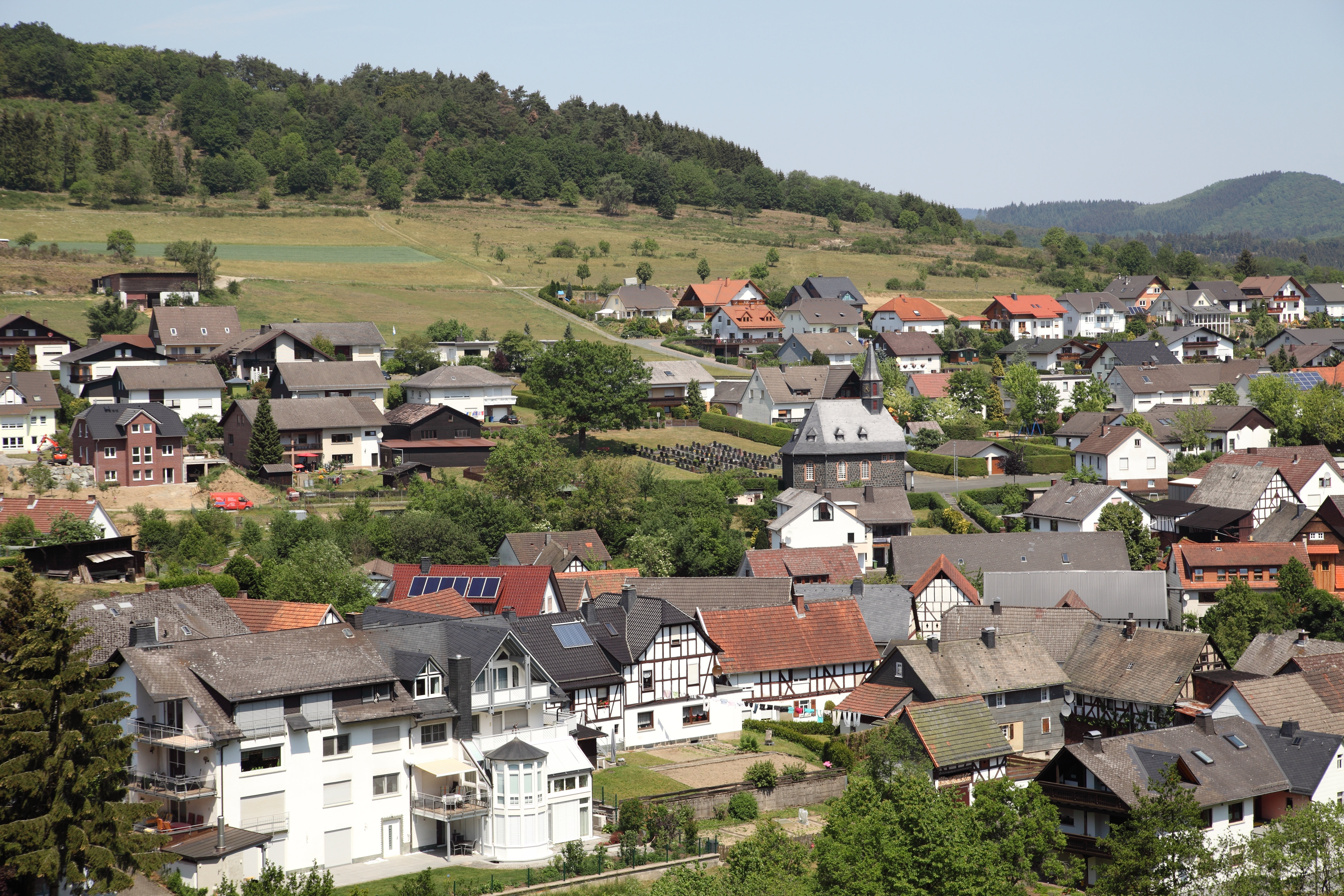
Blick auf den westlichen Teil des Dorfes aus Richtung Süden: in der Mitte Kirche und Friedhof, unten rechts die Dorfmitte

### Lage
Der Ort liegt nördlich von Niederdieten, südlich von Wiesenbach und östlich von Breidenbach am Rande des Hessischen Hinterlandes.
Er ist über die Kreisstraße 107 mit der Bundesstraße 253, die östlich von Bad Laasphe von der Bundesstraße 62 nach Süden abzweigt, verbunden und liegt etwa 330 m bis 350 m über NHN. Es zeigt einen typischen Charakter eines geschlossenen Haufendorfs mit regellosem Grundriss, das von Bergen umgeben in einer Talmulde liegt. Kleingladenbach hat zurzeit um die 600 Einwohner verteilt auf rund 180 Häuser. Der alte Ortskern liegt im Talboden und konzentriert sich vornehmlich um Gladbach- und Lindenstraße. Moderne Bebauung liegt vorwiegend hangaufwärts Richtung Norden vor.

### Gemarkung

#### Überblick
Die Kleingladenbacher Gemarkung erstreckt sich entlang des Gladenbachs und ist 531 Hektar groß, davon rund 390 ha Wald (etwa drei Viertel). Durch den Niedergang der Landwirtschaft (siehe Abschnitt „Geologie“) nahm der Waldanteil in den vergangenen Jahrzehnten immer mehr zu, während der Anteil an Äckern abnahm (bspw. 1885 waren noch 30 Prozent der Gemarkung Äcker und Wiesen und nur 46 Prozent Wald).
Abgetrennt von den Nachbarorten ist die Gemarkung durch die zwei das Tal umgebenden Höhenzüge, auf denen die Gemarkungsgrenze verläuft. Sie führt von Südwest nach Nordost und läuft hin zur Mündung des Gladenbachs spitz zu.

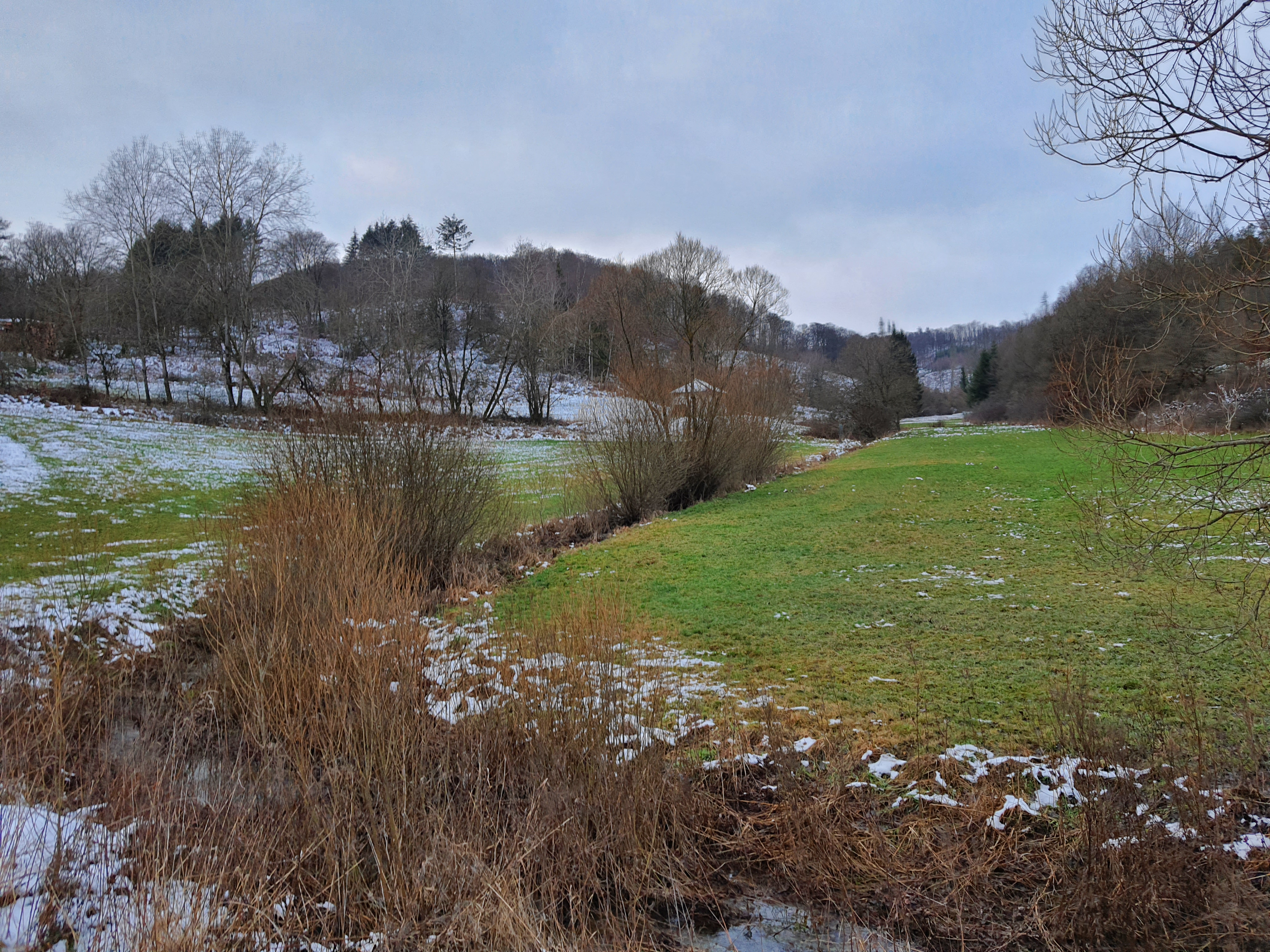
Der Lauf des Hochbachs, südwestlich der Dorflage

#### Gewässer
Kleingladenbach liegt im Tal des von Südwest nach Nordost fließenden Gladenbachs (Gewässerkennzahl DE/2581482), der in einer Senke zwischen Hachenberg (550 m ü. NHN) und dem in der Gemarkung Achenbach gelegenen Hommerichskopf (562 m) „auf dem Weidenfeld“ entspringt. Er fließt zunächst etwa 500 m nach Süden und anschließend nach Nordosten, um nach etwa 5,1 km „im gehauenen Stein“ in den Boxbach zu münden, der nur 300 m weiter in der Gemarkung Breidenstein in die Perf fließt. Doch dies war nicht immer so: eine Flurkarte von 1831 zeigt, dass der Gladenbach damals auf geradem Wege noch vor der Perfbrücke der B 253 in die Perf mündete, ohne zuvor in den Boxbach geflossen zu sein. Ob die Verlegung mit dem Bau der Brücke oder aus wasserbaulichen Gründen erfolgte, ist nicht bekannt. Lokal wird der Abschnitt ab der Mündung in den Boxbach bis zu dessen Mündung in die Perf vereinigt auch als „Wiesenbach“ bezeichnet.
Im Ort wird der Bach entgegen der offiziellen Bezeichnung meist „die Gladbach“ (von mundartlich de Gloaboch) genannt, daraus rührt auch die heutige Bezeichnung der ehemaligen Hauptstraße, die nach der Gebietsreform in Gladbachstraße umbenannt wurde.
Die Gemarkung ist nahezu vollständig vereinnahmt von Flusssystem und Einzugsgebiet des Gladenbachs (5,43 Quadratkilometer), und alle in der Gemarkung fließenden Bäche sind dessen Zuflüsse. Dabei handelt es sich flussabwärts um den Tiefenbach (mundartlich Díffeboch, von rechts), den Eisenbach (mundartlich Äseboch, von links), den Hochbach (mundartlich Hóchboch, von rechts, 1,5 km lang), den Seifen (mundartlich Säife, von rechts) und die Kehl (der Kehlbach, von links), wobei letztgenannter der einzige im Dorfgebiet verlaufende ist (seit 1972 aber vollständig verrohrt).

#### Berge

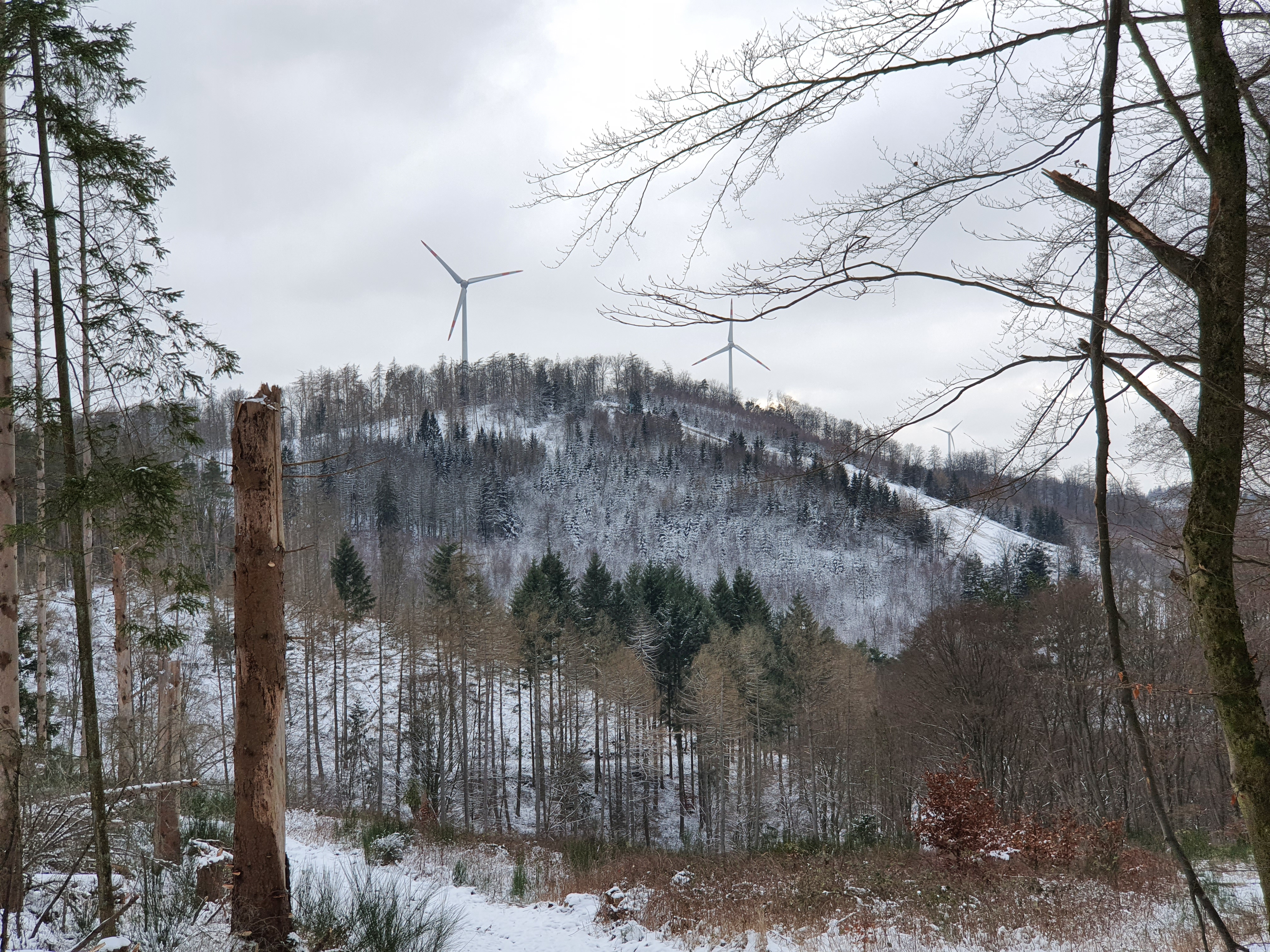
Der Haidackerskopf mit der Skipiste vom Schacksberg aus gesehen

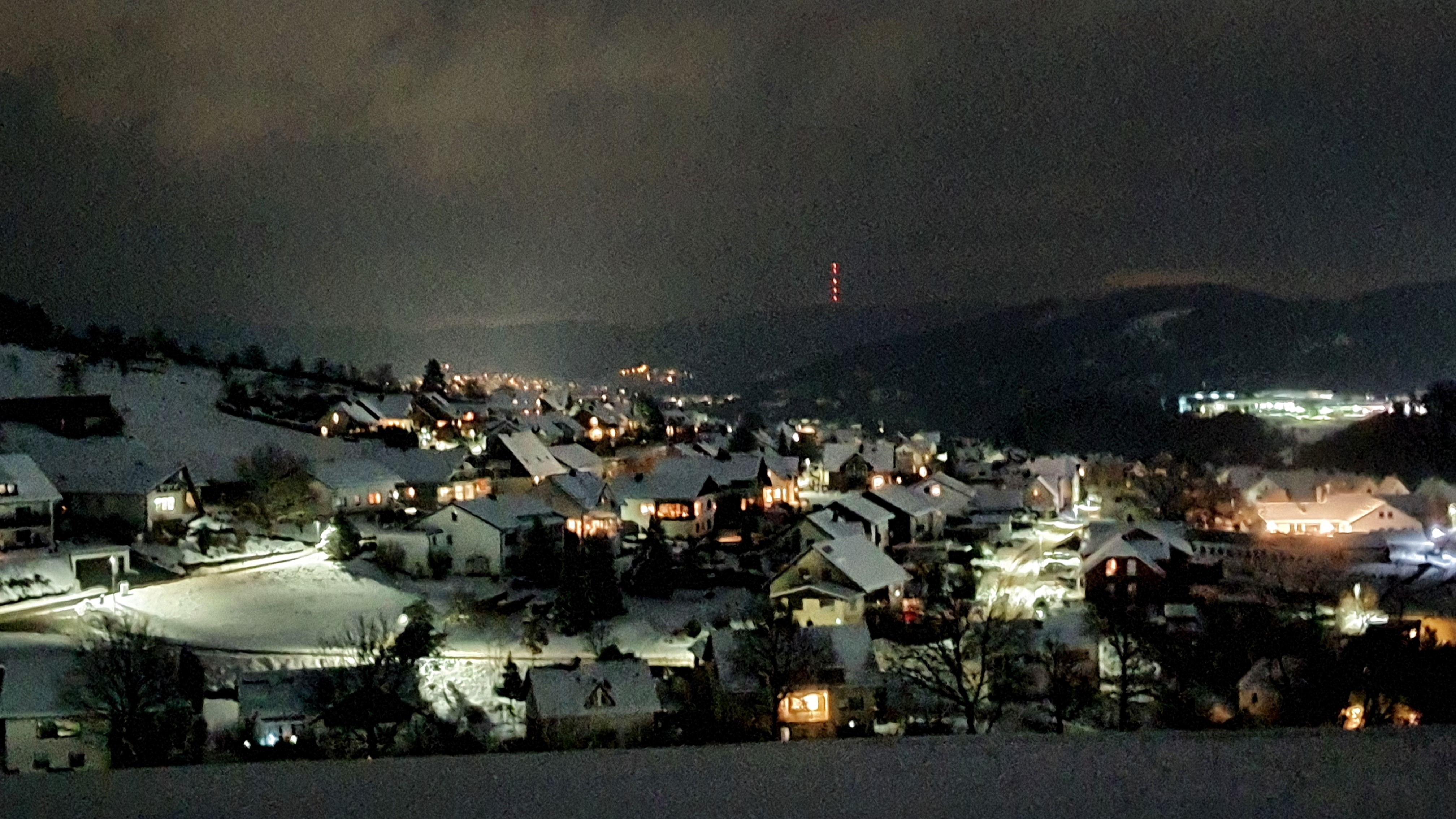
Blick über die obere Dorflage, im Hintergrund der Sender Biedenkopf auf der Sackpfeife

Die Gemarkung wird ringsum von Nordost über Südwest bis Nordost durch Billen (378 m; mundartlich de Binn), Hirschkopf (506 m; mundartlich Häscht) und Hachenberg (550 m; mundartlich Hócheberg) sowie von Hommerichskopf (562 m; mundartlich Hómmerichskopp), Struthberg (542 m; mundartlich Struttberg), Hahn (557 m), Steckelsberg (545 m), Gebranntem Berg (527 m; mundartlich Gebroander Berg), Haidackerskopf (535 m; mundartlich Hähräggerschkopp), Schacksberg (465 m), Hinterstein (371 m; mundartlich Hennerstäh) und der Geweidigshecke (mundartlich Geweirishägge) begrenzt.
Die höchste Erhebung der Dorfgemarkung ist der Hachenberg (550 m ü. NHN), der höchste Punkt liegt allerdings am Nordhang des Hahn (556,9 m), dessen Gipfel knapp auf Oberdietener Gemarkung liegt.

### Geologie
Da der Ort zu den Ausläufern des Rheinischen Schiefergebirges zählt, ist der Schiefer „Wissenbacher Stufe“ die vorherrschende Gesteinsformation. Grauwacke und Diabas kommen nur im südwestlichen Teil der Gemarkung, im ehemaligen Steinbruch im Struthberg, vor. Durch die niedrigen Ertragsmesszahlen unter 30 und die Höhenlage, gehört Kleingladenbach zu den „von der Natur benachteiligten Gebieten“, wie alle Gemeinden im Naturraum „Breidenbacher Grund“. Unter diesen schwierigen Bedingungen hat die Landwirtschaft immer mehr an Bedeutung verloren, heute ist sie fast vollständig aus dem Ortsbild verschwunden.

### Klima
Klimatisch liegt Kleingladenbach wie der gesamte Breidenbacher Grund im Grenzbereich der beiden Klimaräume Nordwest- und Südwestdeutschland, die sich im Bereich Mittelhessen trennen. Das heißt, es gibt sowohl maritime als auch festländische Einflüsse. Das Klima wird daher durch verhältnismäßig kühlere Sommer, aber auch nicht-alpine Wintertemperaturen gekennzeichnet, wobei Niederschläge von durchschnittlich ca. 900 mm ganzjährig fallen.

## Geschichte

### Vorgeschichte
Das Suffix „-bach“ des Ortsnamens deutet auf eine erstmalige Besiedlung in der fränkischen Siedlungsperiode (400–800 n. Chr.) hin. Kleingladenbach weist dabei den typischen Charakter der „-bach“-Orte mit Lage am Fluss und an der Waldgrenze auf.

### Chronik

#### Ersterwähnung
Kleingladenbach wurde zum ersten Mal am 16. Juni 913 als Gladebach urkundlich in einer in Trebur ausgestellten Urkunde erwähnt, in der „Der Priester Guntbald bekundet, dass er aus dem Besitz des Walburgisstifts in Weilburg die Kirche in Breidenbach (neben anderen) empfangen hat, und dass er dagegen dem Stift sein Eigentum im Dorf Breidenbach und im Dorf Gladenbach mit 42 Hörigen beiderlei Geschlechts geschenkt hat, doch behält er sich den Besitz auf Lebenszeit vor“. Damit ist der Ort einer der ältesten der Region.

#### Der Dreißigjährige Krieg und die Dorflinde

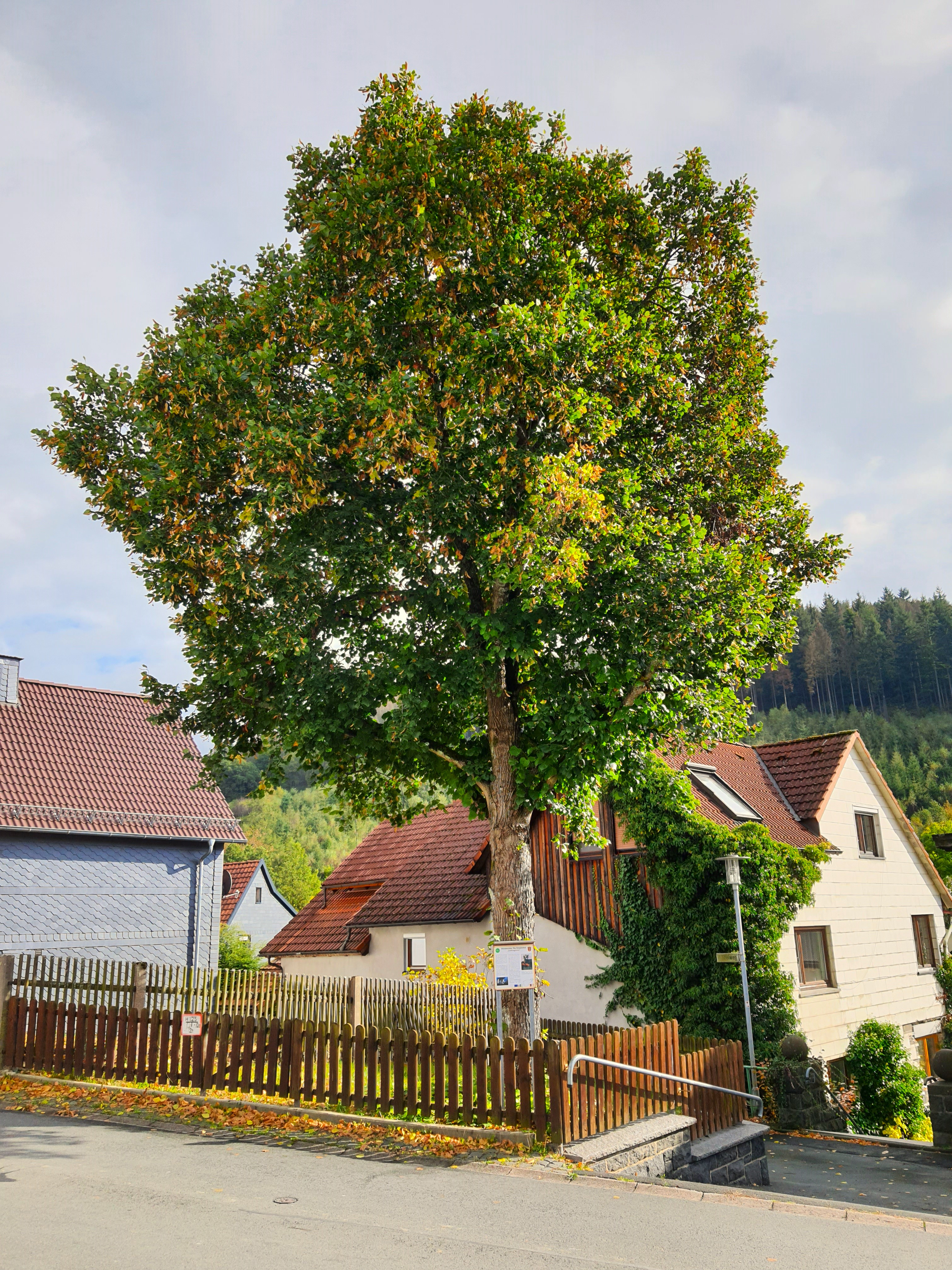
Die neue Friedenslinde im Lindengarten

Nach dem Dreißigjährigen Krieg pflanzte man, in Dankbarkeit und Freude über das Ende des Krieges und aus Hoffnung auf eine friedliche Zeit, in der Dorfmitte symbolisch eine Friedenslinde. Die Linde wurde später zum Wahrzeichen des Ortes und fand sich auch als Wappensymbol der damaligen Gemeinde Kleingladenbach im Gemeindewappen von 1962 wieder. Durch das Entfernen eines Hauptastes in den 1970er-Jahren breitete sich Fäulnis im Baum aus, bis dieser im Sommer 1987 auseinanderbrach und gefällt werden musste. An seiner Stelle pflanzte man eine neue Linde, um die Tradition zu erhalten.

#### Von der Leibeigenschaft zur Selbstverwaltung
Im 18. Jahrhundert waren die Gladenbacher Leibeigene der hessischen Landgrafen und derer von Breidenbach zu Breidenstein. Verwaltungspolitisch war der Ort der Landgrafschaft Hessen-Darmstadt zugeordnet. Im Jahr 1736 wohnten in Gladenbach 37 Leibeigene. Damals gehörte Gladenbach dem Gericht Melsbach an.
Die Statistisch-topographisch-historische Beschreibung des Großherzogthums Hessen berichtet 1830 über Kleingladenbach:

„Kleingladenbach (L. Bez. Battenberg) evangel. Filialdorf; liegt 5 1⁄4 St. von Battenberg und gehört dem Freiherrn von Breidenstein. Man findet 36 Häuser und 237 Einwohner, die evangelisch sind, so wie eine Mahlmühle. Im Jahr 1693 war hier eine sehr ergiebige Kupfererzgrube im Bau, die aber nun verlassen ist.“

Mit der hessischen Verwaltungsreform 1821 wurde Kleingladenbach zusammen mit Wiesenbach und Breidenstein zu einer Gemeinde zusammengeschlossen, der erstmals ein Bürgermeister vorstand.
Am 18. Oktober 1913 feierte Kleingladenbach sein 1000-jähriges Jubiläum zusammen mit einem Gedenken an die Völkerschlacht bei Leipzig 100 Jahre zuvor. Eine Festveranstaltung mit einigen Rednern und Chören fand statt; zog ein Festzug aus Schulkindern, Gemeindevertretung, dem Kriegerverein und weiteren dörflichen Akteuren zog von der alten Schule zur Dorflinde und zurück. An der Schule wurden zwei weitere Linden gepflanzt, eine in Gedenken an 1000 Jahre Kleingladenbach, die andere an 100 Jahre Völkerschlacht.

#### Backhaus-Bau, neue Kirche und Elektrizität in der Zwischenkriegszeit
Um 1920 wurde ein neues Backhaus im Bereich der heutigen Bushaltestelle Gladbachstraße, gegenüber dem Dorfplatz errichtet. Im Gebäude wurden zugleich Amtsräume für die Tätigkeit des Bürgermeisters geschaffen, sodass dieser seine Dienstgeschäfte nicht mehr im heimischen Wohnhaus zu verrichten hatte. 1971 wurde das Backhaus abgerissen, die Amtsräume des Bürgermeisters wichen in das neue Gemeindehaus in der Ecke Wiesenstraße/Lindenstraße.
Im Jahr 1922 wurde der Ort an die Elektrizitätswerke Oberscheld angeschlossen und erhielt erstmals elektrisches Licht. Die Stromleitungen verliefen damals oberirdisch und überspannten den Ort. In dieser Zeit erhielt der Ort auch, als einer der ersten im Umkreis, befestigte Straßen mit heimischem Diabas aus dem Steinbruch Oberdieten. Am Ortseingang an der Gladbachstraße wurde damals ein markantes Transformatorenhaus errichtet, das nach längerer Nichtnutzung im Jahr 2003 abgerissen wurde.
Durch den Bau der neuen Schule bis 1916 und dem darauffolgenden Neubau der Kirche „im Kirchgarten“ 1928 verlagerte sich der Dorfmittelpunkt nach Norden. In dieser Zeit (1920er-Jahre) wurden auch viele Häuser umgebaut, erweitert oder durch Neubauten ersetzt.

#### Bau von Gemeindehaus und Jagdhaus in der Nachkriegszeit
1949 baute die Gemeinde Kleingladenbach als erste Gemeinde in der Umgebung ein Gemeindehaus mit Amtsräumen, einer Wohnung und einer Vielzahl von Gemeinschaftseinrichtungen, wie Wäscherei, Mangel, Schlachterei und Mosterei. 1965 nahm das Land Hessen das Gemeindehaus in sein Förderprogramm für Dorfgemeinschaftshäuser auf, damit einhergehend wurde es umgestaltet und am 4. Dezember 1965 als Dorfgemeinschaftshaus wieder an die Bevölkerung übergeben. Seit dem Bau des neuen DGHs an der Stelle der alten Schule wird das Gemeindehaus in der Lindenstraße 12 als Wohnhaus genutzt.
Im selben Jahr erbaute die Gemeinde das Forsthaus am Fuße des Haidackerskopfes „im Seifen“.
1965 wurde mit dem Bau eines Jagdhauses „auf dem Gleichen“ begonnen. Der Bau war nötig geworden, da der aufkommende Betrieb des Steinbruchs Oberdieten nahe der alten Jagdhütte „an der Pfingstweide“ Unruhe mit sich brachte. Das neue Jagdhaus wurde bis 1976 von der Jagdpächterfamilie Klotzbach genutzt. Diese verkauften es anschließend an der Frankfurter SPD-Politiker Erich Nitzling und dessen Frau Christiane, wodurch das Haus in den Folgejahren als „Villa Nitzling“ bekannt wurde und zeitweise höherrangigen politischen Besuch bekam. Nach einem größeren öffentlichkeitswirksamen Diskurs wurde das Haus Anfang der 2000er-Jahre schließlich abgerissen, da durch die zweckwidrige Nachnutzung verschiedene Vorgaben missachtet wurden.

#### Flurbereinigung und Eingemeindung
Zwischen 1963 und 1970 fand in der Gemeinde Kleingladenbach eine Flurbereinigung statt. Um die finanziellen Mittel dafür aufbringen zu können, beschloss die Privatgemeinde Kleingladenbach schließlich ihre Auflösung und den Übergang sämtlichen Grundbesitzes in die Nachbargemeinde Breidenbach durch Vertrag vom 23. Juli 1971.

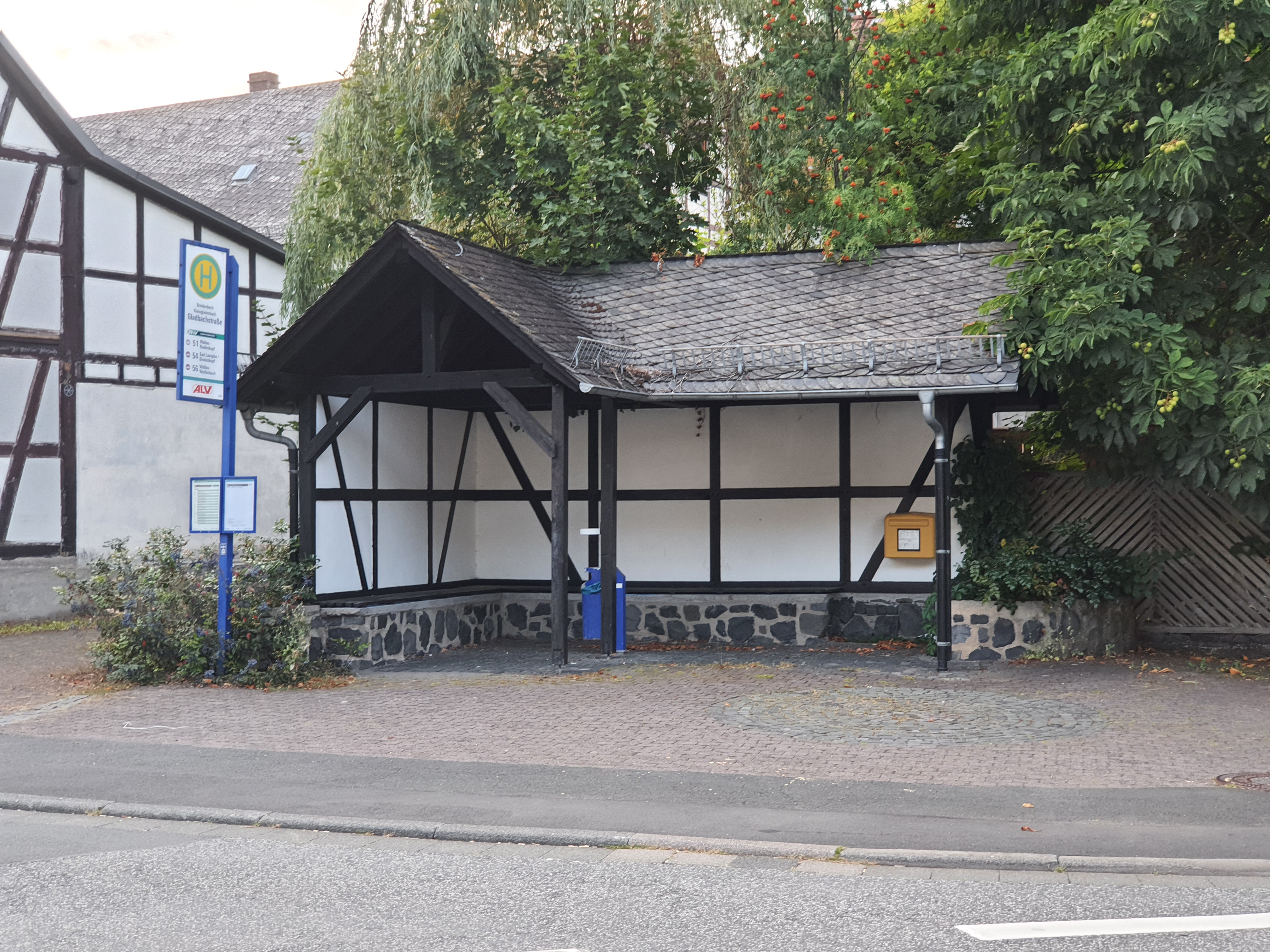
Das heutige Buswartehäuschen an der Gladbachstraße

Zum 1. Februar 1971 wurde Kleingladenbach im Zuge der Gebietsreform in Hessen auf freiwilliger Basis in die Nachbargemeinde Breidenbach eingemeindet. Für Kleingladenbach wurde schließlich 1974, wie für alle in der Gebietsreform eingegliederten Gemeinden von Breidenbach, ein Ortsbezirk mit Ortsbeirat und Ortsvorsteher nach der Hessischen Gemeindeordnung gebildet. Damit endete die Selbstverwaltung des Ortes, Kleingladenbach war nunmehr ein Ortsteil der Gemeinde Breidenbach. Die Eingemeindung und die Hessische Gebietsreform führten auch dazu, dass einige Straßennamen im Ortsgebiet geändert werden mussten, um Dopplungen im Gemeindegebiet zu vermeiden und so Verwechslungen auszuschließen, so wurde beispielsweise die Hauptstraße (früher Ortsstraße) zur Gladbachstraße, die Feldstraße zur Talackerstraße oder der Kirchweg und die Schulstraße zum Kirchgarten.

#### Backhaus-Abriss und Einrichtung des Ferienhausgebiets
1971 wurde auch das Backhaus mit angrenzendem Fachwerkschuppen an der Dorfmitte abgerissen. An seiner Stelle wurde eine Bushaltestelle mit Wartehäuschen aus Waschbetonplatten errichtet. 1984 wurde dieses durch den bis heute bestehenden Fachwerkbau ersetzt.
Nachdem lange der Wunsch gehegt worden war, „auf dem Scheid“ eine Kleingartenkolonie anzulegen, entwickelte sich mit der Zeit die Idee eines Wochenendgebietes mit Ferienhäusern. Im Laufe der 1970er Jahre wurde das Vorhaben in die Tat umgesetzt. Dabei wurden am Berghang der „Loh“, zwischen „Scheid“ und Hochbach, die Straßen „Zum Hirtenacker“ und „Am Westenfeld“ angelegt und entsprechende Baugrundstücke ausgewiesen. Fertiggestellt wurde das Ferienhausgebiet mit rund 50 Häusern schließlich 1976. Nachdem lange nur Auswärtige die Ferienhäuser beziehen durften (die meisten kamen aus der Ruhrgebiet), leben heute auch einige Kleingladenbacher im Wochenendgebiet.

#### Dorferneuerungsprogramm und neues Dorfgemeinschaftshaus
Durch das Dorferneuerungsprogramm um 1980 veränderte sich das Dorfbild maßgeblich. Die gepflasterten, engen und verwinkelten Straßen wichen neuen, breiteren Asphaltstraßen, einige Giebel wurden verkürzt, Häuser und Höfe abgerissen. Dabei entstand auch der heutige Dorfplatz.
Ab 1981 errichtete man ein neues Dorfgemeinschaftshaus (DGH) anstelle der alten Schule „im Kirchgarten“, die bereits 1970 wegen Schülermangel aufgegeben worden war. Der Bau des neuen DGHs war nötig geworden, da man erkannte, dass die Kapazitäten des bisherigen Gemeindehauses an der Lindenstraße ausgeschöpft waren. Am 21. April 1989 wurde das neue DGH schließlich feierlich eingeweiht.

#### Zwei große Dorfjubiläen und Entwicklung seit der Jahrtausendwende

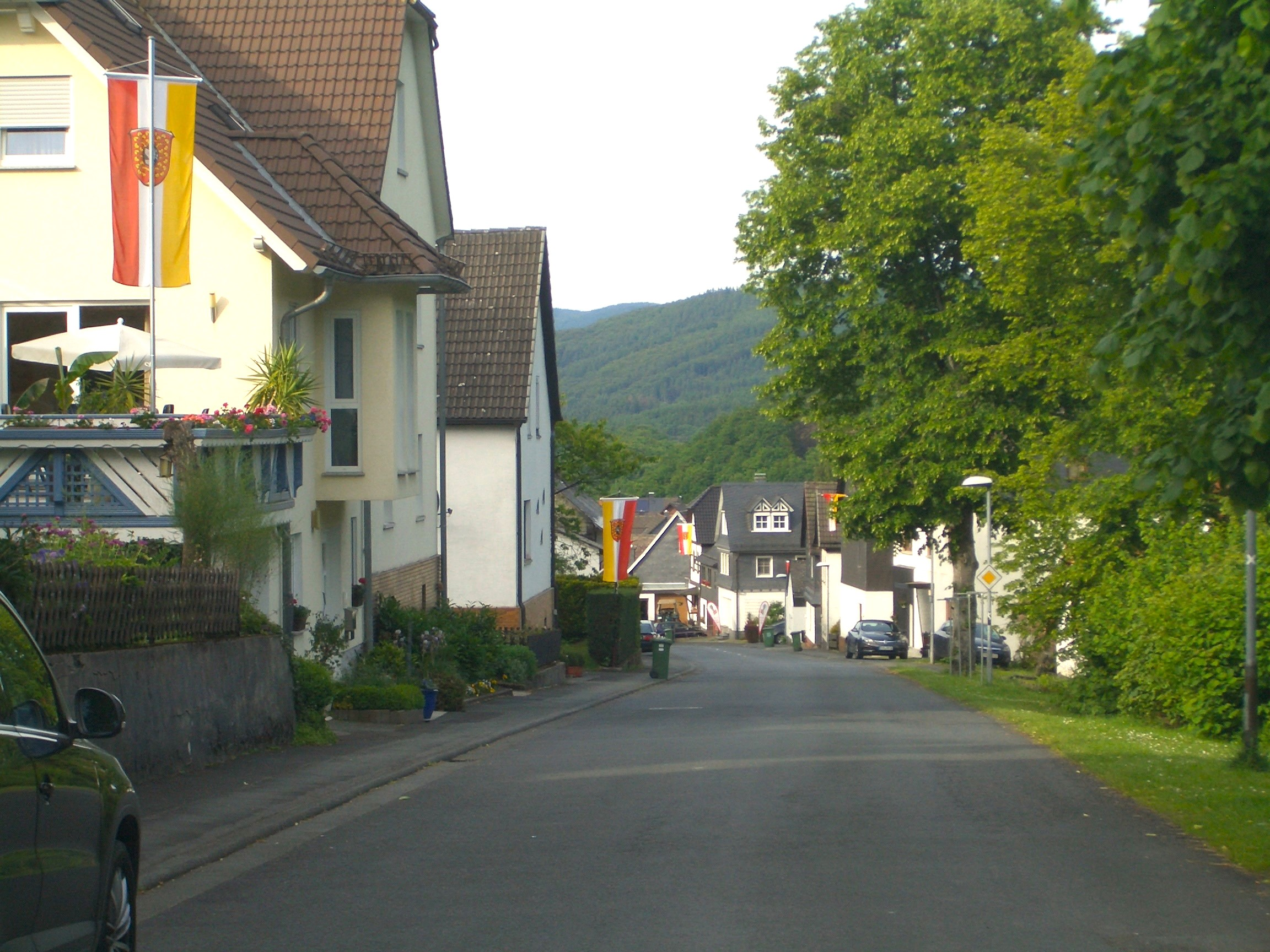
Die anlässlich des Dorfjubiläums mit Flaggen geschmückte Gladbachstraße

Vom 9. bis 16. Juni 2013 feierte Kleingladenbach zusammen mit dem Nachbardorf Breidenbach deren 1100-jähriges Bestehen auf dem Festgelände im Gewerbegebiet „auf dem Geweidigen“ zwischen den beiden Orten und mit Feierlichkeiten in beiden Ortschaften. Das Jubiläum wurde begangen mit einer Grenzwanderung, einer Geburtstagsfeier in einem Festzelt auf dem Festgelände mit einem von Breidenbacher und Kleingladenbacher „Hobbykünstlern“ gestalteten Unterhaltungsprogramm. Es folgt ein Konzertabend mit den Bands „Street Life“ und „Luxuslärm“, ein Aktionstag, gestaltet von Unternehmen, Vereinen, Gruppen, Institutionen und Geschäften an einer 120 Stationen umfassenden „Festmeile“ mit Darstellung von historischem Handwerk bis zu modernster Technologie, ein „Tag der offenen Tür“ mit Blick hinter die Kulissen heimischer Unternehmen und Hubschrauber-Rundflügen, ökumenische Festgottesdienste und einem Familientag mit Sport- und Spielprogramm für Kinder und Eltern. Verbunden wurden die verschiedenen Schauplätze mit Shuttlebussen und Wegebahnen.
Bis Februar 2014 befand sich am nordöstlichen Ortsrand ein 1969 erbauter Aussiedlerhof (Hofanlage samt Wohnhaus). Dieser wurde zugunsten eines größeren modernen Anwesens abgerissen.
Im Januar 2016 war Kleingladenbach „Dolles Dorf“ vom hr-fernsehen nominiert. Dabei entstand ein Filmbeitrag über den Ort.
Im Ortskern liegt ein historisches Fachwerkhaus, welches denkmalgeschützt und als Kulturdenkmal eingestuft ist. Da sich der Besitzer des Hauses nicht um dieses kümmert, verfällt es immer mehr und war schon öfter Thema in der lokalen Presse.
Anlässlich des 1111-jährigen Dorfjubiläums im Jahr 2024 fand unter Federführung des Dorfvereins ein Festwochenende vom 14. bis 16. Juni statt. Zu den Veranstaltungen rund um Dorfgemeinschaftshaus und Kirche gehörten etwa ein musikalischer Abend, Spielstationen von Skiclub und Feuerwehr, eine Traktorausstellung mit Korso durchs Dorf und Fahrten mit einer Pferdekutsche. Außerdem wurden Drohnenaufnahmen von „Kleingladenbach im Wechsel der Jahreszeiten“ vorgeführt und es gab einen Dorfmarkt. Abgeschlossen wurde das Wochenende mit einem ökumenischen Festgottesdienst und der Ziehung von Gewinnern einer „Dorfrallye“. Gut 300 Menschen besuchten den Dorfgeburtstag.
Im Zuge eines kommenden Dorferneuerungsprogramms ist die Umgestaltung des Wanderparkplatzes am Fuße des Skihangs zu einem „Multifunktionsgelände“, etwa mit einem Pumptrack, vorgesehen.

### Ortsname

#### Namensherkunft
Der Name „Gladenbach“ geht Sprachforschern zufolge auf die Lage „am klaren Bach“ oder „am glänzenden Bach“ zurück. Die platte Bezeichnung „Gloareboch“ kommt dem noch näher.

#### Namenszusatz „Klein-“
Das „Klein-“ kam erst wesentlich später, im 19. Jahrhundert, hinzu: Um dieses Dorf Gladenbach von der nahgelegenen gleichnamigen Stadt Gladenbach unterscheiden zu können, benannte man es im Jahre 1821 in Kleingladenbach um. Wegen der Unbeliebtheit dieses Namens wurde der Ort nach dem Anschluss des Hessischen Hinterlandes und weiterer Gebiete durch Preußen im Jahr 1867, schließlich wieder in Gladenbach umbenannt und erhielt den Zusatz „bei Breidenbach“, oder kurz „b. Br.“, nachdem sich lange kein geeigneter Namenszusatz wegen der geographischen Nähe zur gleichnamigen Stadt gefunden hatte (man hätte den Ort sonst Gladenbach bei Gladenbach nennen müssen).
Da es immer wieder zu Verwechslungen bei der Post mit der Stadt Gladenbach kam, einigte man sich 1906 schließlich wieder auf Kleingladenbach, über die Schreibweise herrschte allerdings lange Zeit Unklarheit, weshalb in zeitgenössischen Dokumenten auch die Schreibweisen „Kl. Gladenbach“ oder „Klein-Gladenbach“ zu finden sind. 1960 wurde letztendlich die einheitliche Schreibweise des Ortsnamens auf Kleingladenbach festgelegt. Bis zur Hessischen Gebietsreform in den 1970ern zeugte auch noch der Name der heutigen Breidenbacher Buderusstraße, die nach Kleingladenbach führt, vom alten Dorfnamen. Sie hieß bis dahin „Gladenbacher Weg“.
Der ehemalige Namensvetter wird lokal zur Unterscheidung deshalb auch als „Groß-Gladenbach“ bezeichnet. Im mundartlichen Gebrauch hat sich der ursprüngliche Ortsname als Gloareboch weitgehend erhalten, nur zur Unterscheidung von „Gruß-Gloareboch“ spricht man hier von „Klähgloareboch“. 

#### Ortsneckname

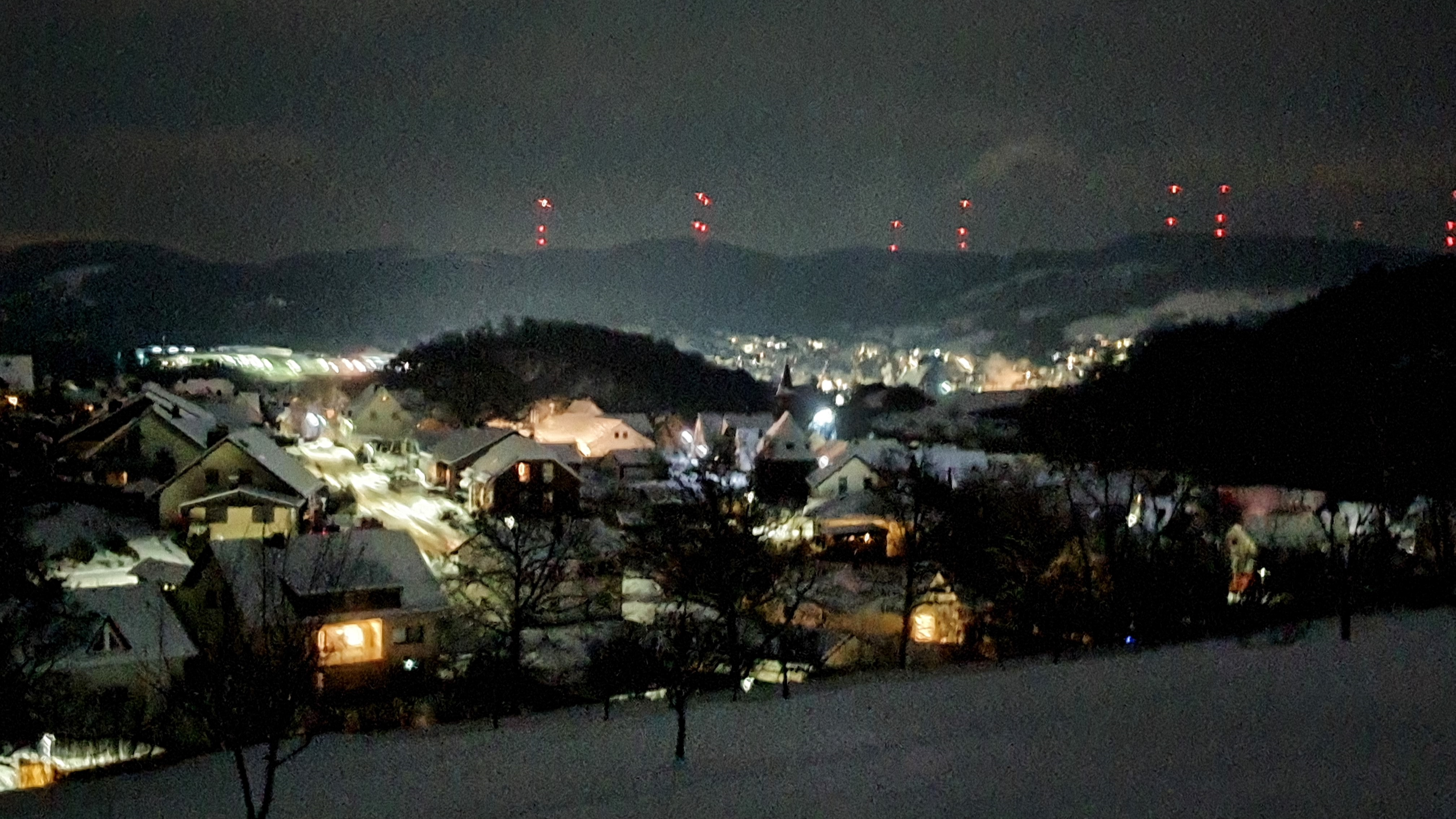
Abendlich-winterlicher Blick über die dörfliche Talmulde bis nach Breidenbach

Der Ortsneckname der Kleingladenbacher ist „Guggucks“ (Kuckucke). Er entstand aus dem mundartlichen Spruch „Gloareboch leir iem Loch, haure langt's dä Gugguck noch“, der so viel bedeutet, wie „Kleingladenbach liegt im Loch, heute holt's der Kuckuck noch“ und auf die Lage des Ortes in einer Talmulde anspielt (siehe Abschnitt „Lage“).

### Siedlungsentwicklung
Kleingladenbach entstand aus dem Kern um die heutige Linden- und Gladbachstraße und den Mittelweg, später (bis Ende des 19. Jahrhunderts) kamen der dorfnahe Teil der Wiesenstraße und der untere Abschnitt von „In der Kehl“ hinzu. Damals teilte sich das Dorf in Ober-, Mittel- und Unterecke (Uwwer-, Middel- und Innerägge). Die Häuser in jenem Ortskern sind, bis auf wenige Ausnahmen, auch die, die bis heute Hausnamen tragen.
Erst in der Zwischenkriegszeit, vor allem aber in der Nachkriegszeit begann das Dorf auf seine heutige Größe anzuwachsen. Nachdem in den 1930ern vereinzelt schon mit der Besiedlung der nördlich liegenden Acker- und Nutzflächen („Auf dem Hofacker“, „Im Kirchgarten“) begonnen wurde, wurden ab den 1960er-Jahren zunehmend Wohnhäuser auf den zu Bauland umgewandelten Feldern und Obstwiesen östlich der Dorflage („In den Feigengärten“, „Im Kleinfeldchen“) erbaut. In den 1970ern folgte schließlich das Ferienhausgebiet sowie der obere Abschnitt von „In der Kehl“ und ab den 1980ern die Bereiche der nordöstlich gelegenen Oberen und Unteren Gartenstraße. Mitte der 1990er-Jahre wurde mit der bisher letzten Erschließung eines neuen Wohngebiets „Zum Gleichen“, oberhalb der bisherigen Dorflage, begonnen.

### Ehemaliger Steinbruch

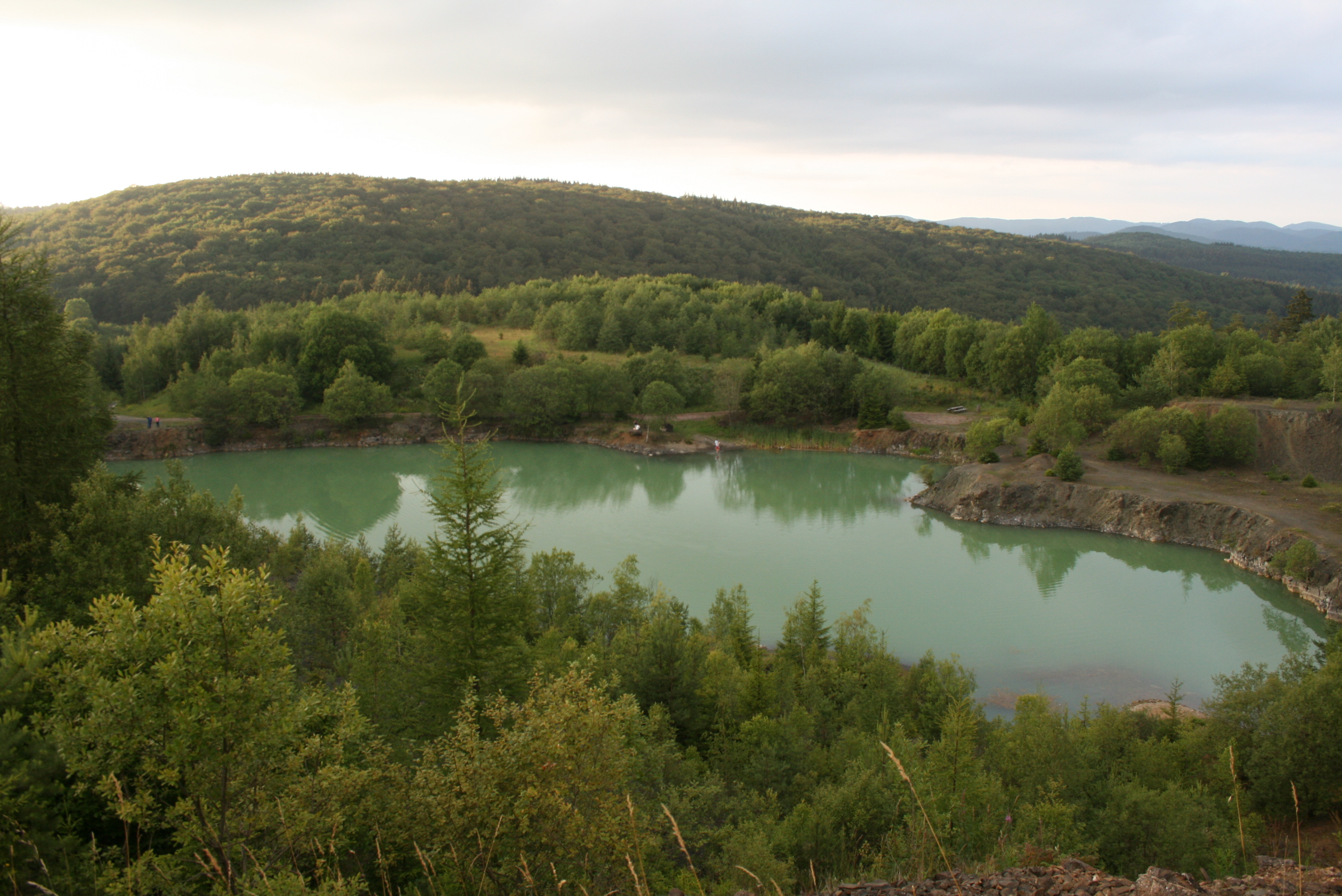
Der Silbersee als Überrest des ehemaligen Steinbruchs

Südwestlich von der Ortslage, nahe der Gemarkungsgrenze zu Oberdieten, gab es einen inzwischen stillgelegten Diabas-Steinbruch. Die Nutzung dieses harten Gesteins geht bis in frühere Jahrhunderte zurück. Um das Jahr 1900 wurde mit dem gewerblichen Abbau des Steinmaterials begonnen, 1993 wurde der Betrieb geschlossen. Durch den Steinbruch hatte Kleingladenbach als einer der ersten Orte im Umkreis befestigte Straßen, auch die Kirche ist teilweise aus Gestein aus dem Steinbruch gebaut.
In dem Steinbruch entstanden durch Sprengungen zwei kleine Seen, darunter der heutige Silbersee, der inzwischen zu einem beliebten Ausflugsziel geworden ist. Der andere, kleinere See wurde zugeschüttet.

### Verwaltungsgeschichte im Überblick
Die folgende Liste zeigt die Staaten und Verwaltungseinheiten, denen Kleingladenbach angehört(e):
- vor 1567: Heiliges Römisches Reich, Landgrafschaft Hessen, Amt Blankenstein, Grund Breidenbach (Untergericht; Gericht Malsbach)
- ab 1567: Heiliges Römisches Reich, Landgrafschaft Hessen-Marburg, Amt Blankenstein, Grund Breidenbach[23]
- 1604–1648: strittig zwischen Hessen-Kassel und Hessen-Darmstadt (Hessenkrieg)
- ab 1604: Heiliges Römisches Reich, Landgrafschaft Hessen-Kassel, Amt Blankenstein, Grund Breidenbach
- ab 1627: Heiliges Römisches Reich, Landgrafschaft Hessen-Darmstadt, Oberfürstentum Hessen, Amt Blankenstein, Grund Breidenbach[24][25]
- ab 1806: Großherzogtum Hessen,[Anm. 2] Fürstentum Ober-Hessen, Amt Blankenstein, Grund Breidenbach, Gericht Breidenbach[26]
- ab 1815: Großherzogtum Hessen, Provinz Oberhessen, Amt Blankenstein, Grund Breidenbach
- ab 1821: Großherzogtum Hessen, Provinz Oberhessen, Landratsbezirk Battenberg[Anm. 3]
- ab 1832: Großherzogtum Hessen, Provinz Oberhessen, Kreis Biedenkopf
- ab 1848: Großherzogtum Hessen, Regierungsbezirk Biedenkopf
- ab 1852: Großherzogtum Hessen, Provinz Oberhessen, Kreis Biedenkopf
- ab 1867: Königreich Preußen,[Anm. 4] Provinz Hessen-Nassau, Regierungsbezirk Wiesbaden, Kreis Biedenkopf (übergangsweise Hinterlandkreis)[25]
- ab 1871: Deutsches Reich, Königreich Preußen, Provinz Hessen-Nassau, Regierungsbezirk Wiesbaden, Kreis Biedenkopf
- ab 1918: Deutsches Reich, Freistaat Preußen, Provinz Hessen-Nassau, Regierungsbezirk Wiesbaden, Kreis Biedenkopf
- ab 1932: Deutsches Reich, Freistaat Preußen, Provinz Hessen-Nassau, Regierungsbezirk Wiesbaden, Kreis Dillenburg
- ab 1933: Deutsches Reich, Freistaat Preußen, Provinz Hessen-Nassau, Regierungsbezirk Wiesbaden, Landkreis Biedenkopf
- ab 1944: Deutsches Reich, Freistaat Preußen, Provinz Nassau, Landkreis Biedenkopf
- ab 1945: Amerikanische Besatzungszone,[Anm. 5] Groß-Hessen, Regierungsbezirk Wiesbaden, Landkreis Biedenkopf
- ab 1946: Amerikanische Besatzungszone, Hessen, Regierungsbezirk Wiesbaden, Landkreis Biedenkopf
- ab 1949: Bundesrepublik Deutschland, Hessen, Regierungsbezirk Wiesbaden, Landkreis Biedenkopf
- ab 1968: Bundesrepublik Deutschland, Hessen, Regierungsbezirk Darmstadt, Landkreis Biedenkopf
- ab 1971: Bundesrepublik Deutschland, Hessen, Regierungsbezirk Darmstadt, Landkreis Biedenkopf, Gemeinde Breidenbach
- ab 1974: Bundesrepublik Deutschland, Hessen, Regierungsbezirk Kassel, Landkreis Marburg-Biedenkopf, Gemeinde Breidenbach
- ab 1981: Bundesrepublik Deutschland, Hessen, Regierungsbezirk Gießen, Landkreis Marburg-Biedenkopf, Gemeinde Breidenbach

## Bevölkerung

### Einwohnerentwicklung
Quelle: Historisches Ortslexikon
| • 1577: | 018 Hausgesesse                                                            |
| • 1630: | 015 Hausgesesse. 4 zweispännige, 10 einspännige Ackerleute, 1 Einläuftige, |
| • 1742: | 026 Haushalte                                                              |
| • 1806: | 199 Einwohner, 31 Häuser                                                   |
| • 1829: | 237 Einwohner, 36 Häuser                                                   |

| Kleingladenbach: Einwohnerzahlen von 1791 bis 2020 | Kleingladenbach: Einwohnerzahlen von 1791 bis 2020 | Kleingladenbach: Einwohnerzahlen von 1791 bis 2020 | Kleingladenbach: Einwohnerzahlen von 1791 bis 2020 | Kleingladenbach: Einwohnerzahlen von 1791 bis 2020 |
| --- | -------------------------------------------------- | -------------------------------------------------- | -------------------------------------------------- | -------------------------------------------------- |
| Jahr |                                                    |                                                    |                                                    | Einwohner                                          |
| 1791 | 1791                                               |                                                    | 186                                                | 186                                                |
| 1800 | 1800                                               |                                                    | 177                                                | 177                                                |
| 1806 | 1806                                               |                                                    | 199                                                | 199                                                |
| 1829 | 1829                                               |                                                    | 237                                                | 237                                                |
| 1834 | 1834                                               |                                                    | 276                                                | 276                                                |
| 1840 | 1840                                               |                                                    | 289                                                | 289                                                |
| 1846 | 1846                                               |                                                    | 296                                                | 296                                                |
| 1852 | 1852                                               |                                                    | 274                                                | 274                                                |
| 1858 | 1858                                               |                                                    | 225                                                | 225                                                |
| 1864 | 1864                                               |                                                    | 243                                                | 243                                                |
| 1871 | 1871                                               |                                                    | 246                                                | 246                                                |
| 1875 | 1875                                               |                                                    | 265                                                | 265                                                |
| 1885 | 1885                                               |                                                    | 206                                                | 206                                                |
| 1895 | 1895                                               |                                                    | 257                                                | 257                                                |
| 1905 | 1905                                               |                                                    | 286                                                | 286                                                |
| 1910 | 1910                                               |                                                    | 297                                                | 297                                                |
| 1925 | 1925                                               |                                                    | 308                                                | 308                                                |
| 1939 | 1939                                               |                                                    | 346                                                | 346                                                |
| 1946 | 1946                                               |                                                    | 493                                                | 493                                                |
| 1950 | 1950                                               |                                                    | 483                                                | 483                                                |
| 1956 | 1956                                               |                                                    | 431                                                | 431                                                |
| 1961 | 1961                                               |                                                    | 459                                                | 459                                                |
| 1967 | 1967                                               |                                                    | 499                                                | 499                                                |
| 1970 | 1970                                               |                                                    | 509                                                | 509                                                |
| 1980 | 1980                                               |                                                    | ?                                                  | ?                                                  |
| 1990 | 1990                                               |                                                    | ?                                                  | ?                                                  |
| 2000 | 2000                                               |                                                    | ?                                                  | ?                                                  |
| 2011 | 2011                                               |                                                    | 630                                                | 630                                                |
| 2015 | 2015                                               |                                                    | 607                                                | 607                                                |
| 2018 | 2018                                               |                                                    | 599                                                | 599                                                |
| 2019 | 2019                                               |                                                    | 588                                                | 588                                                |
| 2020 | 2020                                               |                                                    | 596                                                | 596                                                |
| Datenquelle: Historisches Gemeindeverzeichnis für Hessen: Die Bevölkerung der Gemeinden 1834 bis 1967. Wiesbaden: Hessisches Statistisches Landesamt, 1968. Weitere Quellen: ; Gemeinde Breidenbach:; Zensus 2011 |                                                    |                                                    |                                                    |                                                    |

### Historische Religionszugehörigkeit

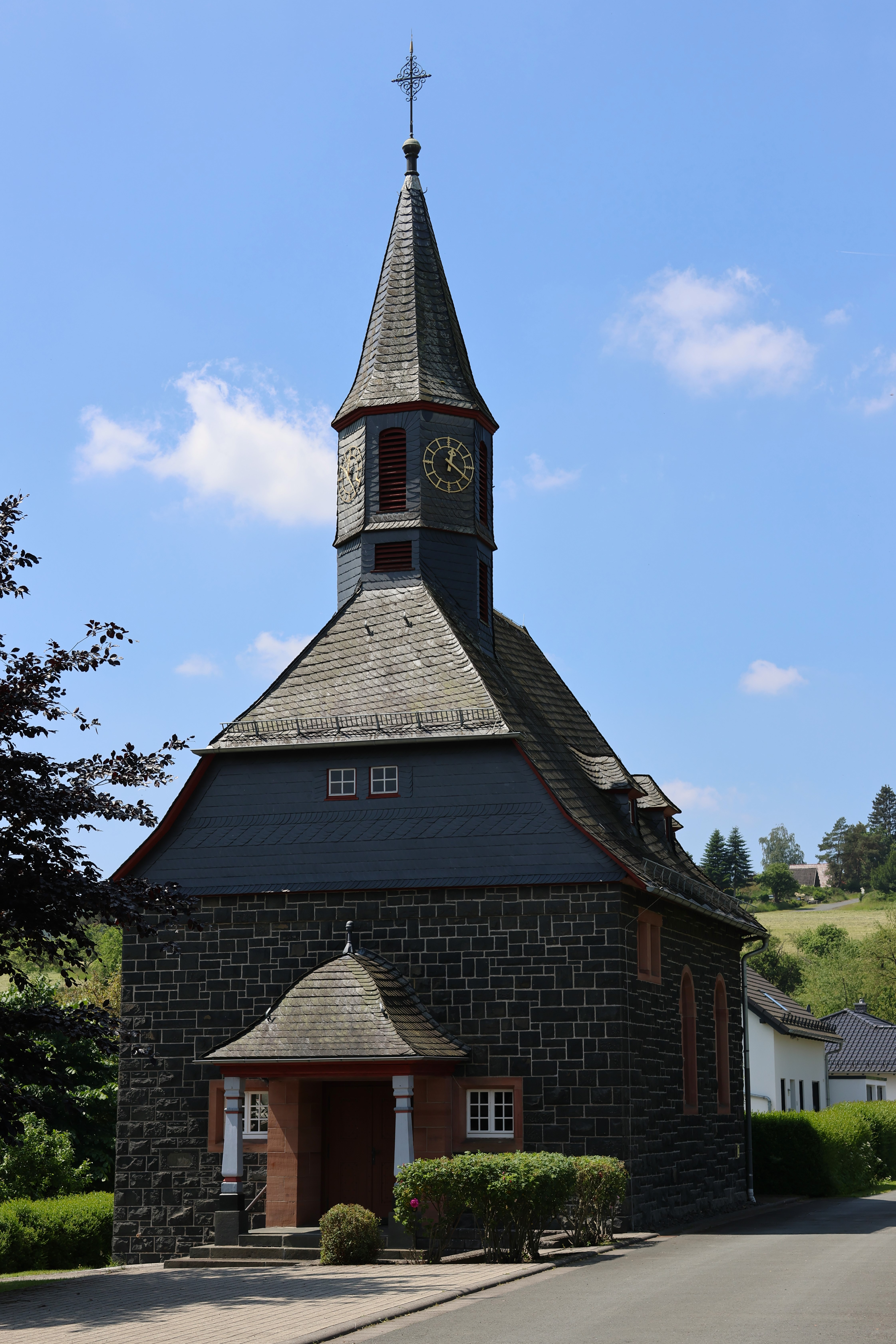
Die evangelische Kirche

Quelle: Historisches Ortslexikon
| • 1829: | 237 evangelische (= 100 %) Einwohner                                       |
| • 1885: | 206 evangelische (= 100 %) Einwohner                                       |
| • 1961: | 399 evangelische (= 86,93 %), 59 römisch-katholische (= 12,85 %) Einwohner |

### Historische Erwerbstätigkeit
Quelle: Historisches Ortslexikon
| • 1867: | Erwerbspersonen: 38 Landwirtschaft, 8 Gewerbe und Industrie, 1 Verkehr, 11 persönliche Dienstleistungen.                              |
| • 1961: | Erwerbspersonen: 123 Land- und Forstwirtschaft, 115 produzierendes Gewerbe, 15 Handel und Verkehr, 14 Dienstleistungen und Sonstiges. |

### Vereine
- Ski-Club Kleingladenbach e. V., betreibt die südwestlich des Dorfes gelegene Skipiste und veranstaltet sonstige sportliche Ereignisse[29]
- MGV 1884 Kleingladenbach e. V., als „Meisterchor“ ausgezeichneter Männergesangverein[30]
- Dorfverein Kleingladenbach e. V., fördert die dörfliche Gemeinschaft und organisiert Veranstaltungen[31]
- Freiwillige Feuerwehr Kleingladenbach e. V., örtlicher Feuerwehrverein zur Förderung des Feuerwehrwesens[32]
- Burschenschaft Kleingladenbach e. V., örtliche Burschenschaft, organisiert jährlich eine Kirmes[33]

### Religion und Kirche

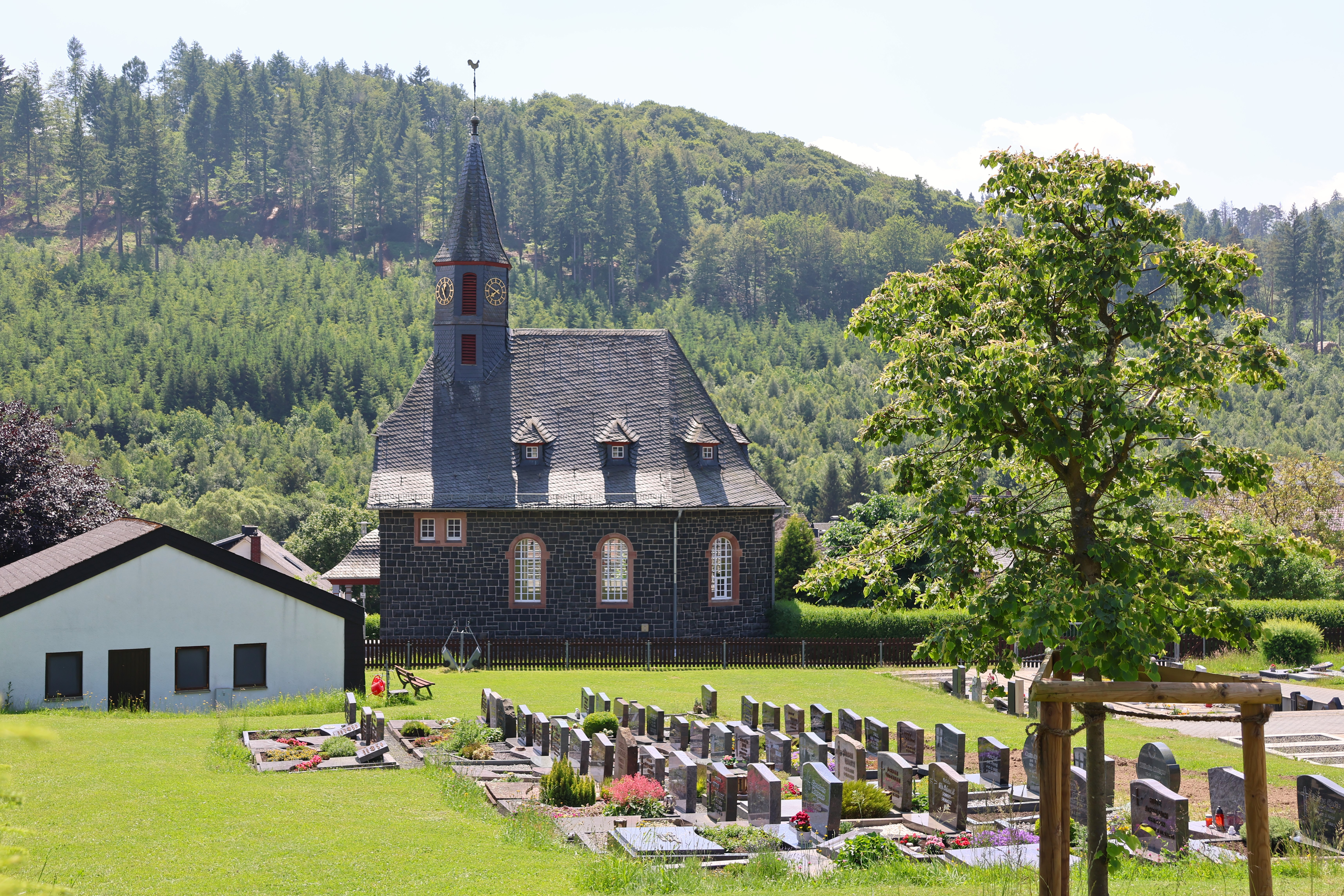
Blick über den Friedhof hinweg auf die Dorfkirche, rechts die Grabkammern

Die Einwohner sind vorwiegend evangelischer Religionszugehörigkeit, bis zur Ansiedlung Heimatvertriebener nach dem Zweiten Weltkrieg sogar nahezu ausschließlich.
Die „alte Kapelle“, die bereits 1663 erbaut wurde, wurde 1920 wegen baulichen Mängeln abgerissen und durch eine neue Kirche leicht oberhalb des bisherigen Standorts, am damaligen Kirchweg (heute Kirchgarten), ersetzt, die 1929 fertiggestellt war. Das Baumaterial, vorwiegend Diabas, kam aus dem naheliegenden Steinbruch. 2012 wurde der Kirchenvorplatz nach einem Entwurf des Kirchenvorstehers neugestaltet.
Die Dorfkirche dient neben den Gottesdiensten der evangelischen Kirchengemeinde auch als Kapelle für den angrenzenden Friedhof, der in dieser Form seit 1943 besteht. Seit Mitte der 2010er-Jahre verfügt dieser neben den klassischen Gräbern über Beton-Grabkammern.
Außerdem finden seit 1885 im Ort Versammlungen statt, aus denen eine Freie evangelische Gemeinde (heutiger Standort „im Kleinfeldchen“) entstand.

### Traditionen
Eine Tradition, die einst in der Region weiter verbreitet war, sich allerdings nur in Kleingladenbach gehalten hat, ist das „Maisingen“. Dabei laufen die Kinder durch Dorf, halten an jedem Haus, klingeln und wenn jemand öffnet, stimmen sie mit der ersten und dritten Strophe des Volksliedes „Der Mai ist gekommen“ auf den Frühling ein. Als Dank dafür gibt es von den Bewohnern etwas Geld und ein paar Süßigkeiten. Immer die Ältesten Kinder aus der Gruppe organisieren selbständig die Aktion.
Der Brauch ist wohl von heidnischem Ursprung. Anfangs liefen nur die Jungen an einem beliebigen Tag im Mai, wohl je nach Voranschreiten des Frühlings, durchs Dorf. Ende der 1920er-Jahre bekam die Tradition dann erstmals eine feste Form. Fortan wählten die Jungen aus ihrer Mitte immer den sogenannten „Mäjemann“, also Maimann. Dieser wurde lange Zeit vollständig in frisches grünendes „Mäje“, also in Buchenzweige, gehüllt, um seine Identität zu verbergen. Die übrigen Jungen führten ihn dann durchs Dorf. Gegen Ende der 1930er-Jahre begannen auch die Mädchen sich zu organisieren. Die Position des Maimannes sollte bei ihnen die „Lärchebraut“ einnehmen. Die Mädchen hatten aufwendigeren Schmuck als die Jungen, meist aus Lärchenzweigen. Im Laufe der Jahre kamen auch zwei „Nebengängerinnen“ hinzu, die die Braut begleiteten. Seit Mitte der 2010er-Jahre gehen alle Kinder gemeinsam.
Die dörfliche Burschenschaft veranstaltet jedes Jahr im Spätsommer eine Kirmes. Sie wird nach dem Berg, auf dem Schutzhütte liegt „Lohkirmes“ genannt.

### Sprachliches
In Kleingladenbach wird eine örtliche Variante des Hinterländer Platts gesprochen, allerdings, wie im gesamten Hinterland, mit abnehmender Tendenz.

## Politik

### Ortsbeirat
- SPD: 2
- BL: 3

- BL = Bürgerliste

Kleingladenbach verfügt als Ortsbezirk über einen Ortsbeirat, bestehend aus fünf Mitgliedern, dessen Vorsitzender ein Ortsvorsteher, derzeit Norbert Reisz (BL), ist. Für die Sitzverteilung siehe die nebenstehende Grafik.

### Bürgermeister und Ortsvorsteher
Mit der hessischen Verwaltungsreform 1821 bekam Kleingladenbach zusammen mit Wiesenbach und Breidenstein erstmals einen Bürgermeister vorgestellt. Mit der Annexion des Hessischen Hinterlandes durch das Königreich Preußen 1867 bekam jedes Dorf einen eigenen Bürgermeister. Das blieb (mit einer kurzen Unterbrechung durch die amerikanische Militärverwaltung 1945/46) bis zur Hessischen Gebietsreform und der damit einhergehenden Eingemeindung nach Breidenbach 1971 so. Nach einer kurzen Zwischenzeit vertraten ab 1974 Ortsvorsteher das Dorf gegenüber der neuen Großgemeinde. Folgende Bürgermeister und Ortsvorsteher standen Kleingladenbach vor:
- Georg Meyer (1821–1829, starb im Amt)
- Johannes Stark (1829–1848, aus Breidenstein)
- Adam Scherer (I) (1848–1864, ausgewandert nach Amerika)
- Jakob Wagner (1864–1867, letzter hessischer und erster preußischer Bürgermeister, starb im Amt)
- Jost Scherer (1867–1881)
- Jost Meyer (1881–1887)
- Adam Scherer (II) (1887–1909)
- Georg Reitz (1909–1924)
- Jost Müller (1924–1943)
- Heinrich Reitz (1943–1945, gab Amt mit Ende des Zweiten Weltkriegs auf)
- Friedrich Achenbach (1946–1960)
- Erich Wagner (1960–1971)
- Werner Reichel (1974–1981)
- Werner Becker (1981–1985)
- Wolfgang Müller (1985–2011)
- Roland Grebe (2011–2021)
- Norbert Reisz (2021–)

### Wappen
| Wappen von Kleingladenbach | Blasonierung: „In Rot, eine goldene Linde, belegt mit einer auffliegenden silbernen Friedenstaube im schwarzen Kreisfeld.“ |
| Wappen von Kleingladenbach | Wappenbegründung: Kleingladenbach hat eine Friedenslinde zum Wappensymbol. Der Überlieferung nach haben die Einwohner des Ortes im Jahr 1648 aus Dankbarkeit und Freude darüber, dass der Dreißigjährige Krieg zu Ende gegangen war, im Dorf eine Linde gepflanzt. Sie ist nicht nur Wahrzeichen des Ortes, sondern wird auch als Symbol des Friedens angesehen. Die Bedeutung als Friedenslinde wird durch die Friedenstaube unterstrichen, die in einem Kreisfeld in die Mitte des Baumes gestellt wurde. Entworfen vom Heraldiker Heinz Ritt im Jahr 1961. Genehmigt am 19. Januar 1962 durch den Hessischen Minister des Innern. |

Vor dem Dorfgemeinschaftshaus steht ein Stein in welchen das Wappen eingraviert ist, dahinter ist es auch an der Wand zu sehen.

### Flagge
Die nichtamtliche Dorfflagge ist dreigeteilt in Rot, Weiß und Gold; das Wappen ist in der Mitte aufgelegt. Die Flagge wurde erstmals zum 1100-jährigen Dorfjubiläum, welches zusammen mit Breidenbach begangen wurde, ausgegeben. An allgemein angeordneten Beflaggungstagen ist vor dem Dorfgemeinschaftshaus meist die Dorfflagge zusammen mit der Flagge Deutschlands und der hessischen Landesflagge gehisst.

## Wirtschaft und Infrastruktur

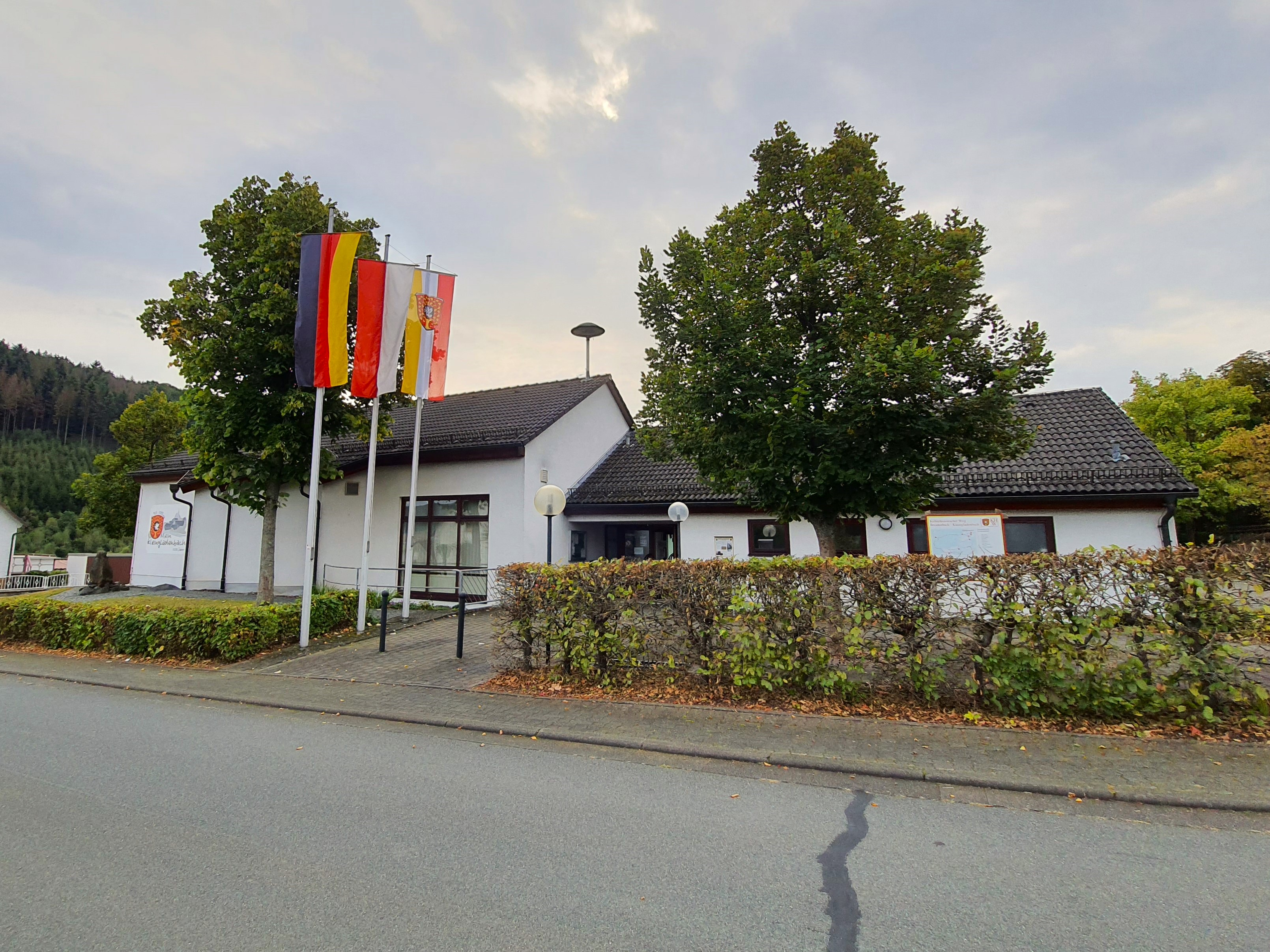
Dorfgemeinschaftshaus „im Kirchgarten“ an der alten Schulstraße

### Überblick
Im Ort gibt eine Schutzhütte mit Bolzplatz „Auf der Loh“ und seit 1989 ein Dorfgemeinschaftshaus mit Kegelbahn, zwei Sälen und einer Gemeinde-Leihbücherei sowie daran anschließend ein Kinderspielplatz „Im Kirchgarten“.
Bis 1970 besaß das Dorf eine eigene Schule, das Gebäude musste 1981 dem neuen Dorfgemeinschaftshaus weichen. Seit der Aufgabe der Schule gehen die Kinder in die Grundschule nach Breidenbach.
Seit 1976 besitzt Kleingladenbach mit „Am Westenfeld“ (mundartlich Omm Wäsdefeld) und „Zum Hirtenacker“ (mundartlich Zom Häddägger) ein Ferienhausgebiet (auch „Wochenendgebiet“ genannt) mit rund 50 Häusern. Nordöstlich davon, „auf dem Scheid“ oberhalb der Straße In der Kehl ist seitens der Gemeinde eine Tiny-House-Siedlung angedacht.
Außerdem gibt es seit dem 1100-jährigen Dorfjubiläum den „Kulturhistorischen Weg Kleingladenbach“ (in der Planungszeit „Guggucks-Weg“), der zwischen bedeutenden Stätten in der Gemarkung herumführt. So macht er u. a. am Silbersee, der Grube Boxbach, dem Lindengarten oder der Skipiste Station. Die Infotafeln sind an dem Rand in den Dorffarben rot-weiß-gold zu erkennen.
Oberhalb der Skihütte im Seifen befindet sich ein Tretbecken mit Verweilmöglichkeiten.

### Verkehr

#### Straßenverkehr

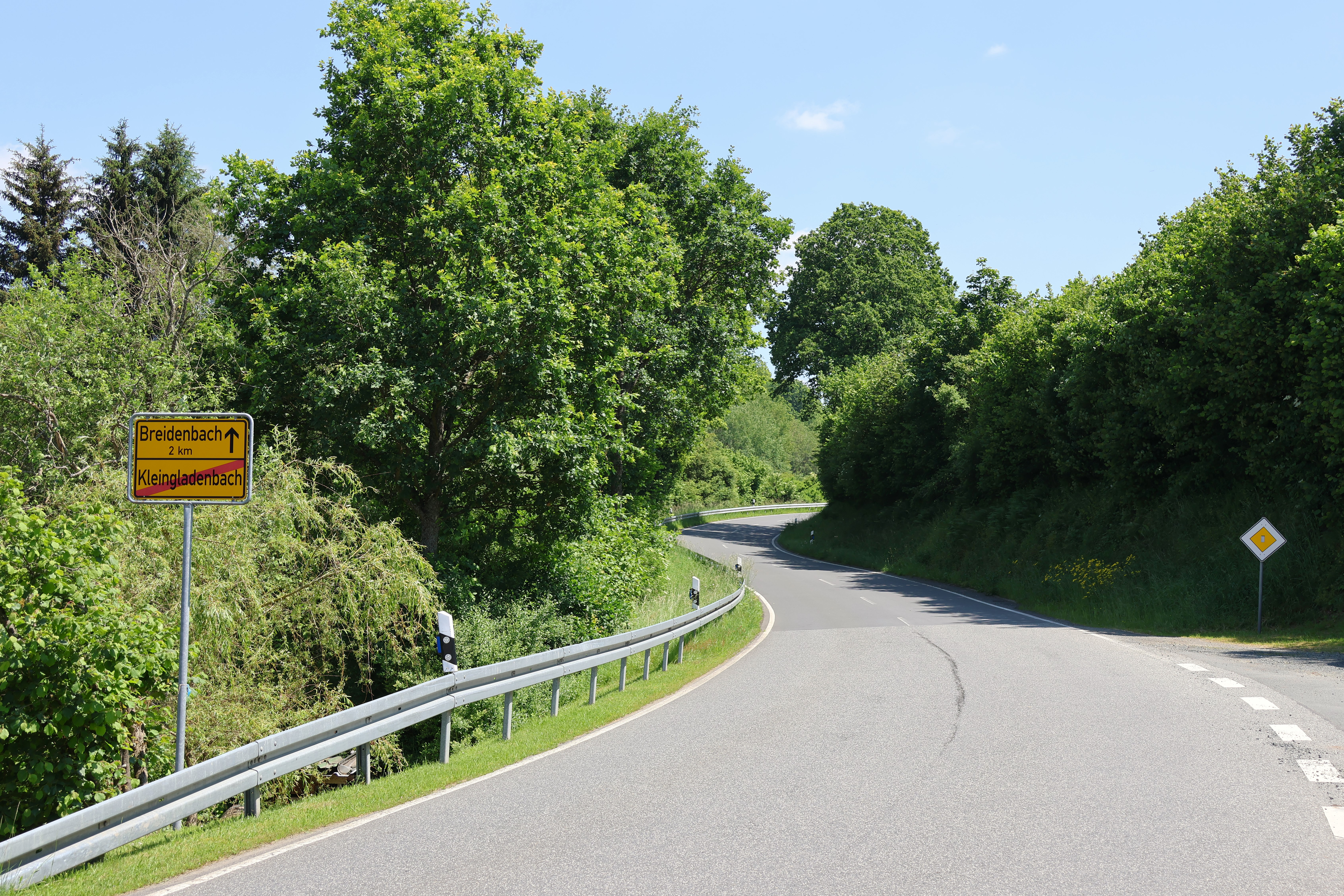
Die K 107 am Ortsausgang von Kleingladenbach, Blick aus dem Gladbachtal hinauf in die „Leie“

Nach Kleingladenbach führt die Kreisstraße 107 (bis zur Hessischen Gebietsreform K 33), die in Breidenbach von der Bundesstraße 253 abzweigt. Sie verläuft nach einem Anstieg im Städenbach durch die „Leie“, einer Senke zwischen Schacksberg und Hinterstein, um anschließend zum Ortseingang ins Gladbachtal abzufallen. Westlich der Breidenbacher Ortslage an der Perf ist die Straße als Teilstück einer zukünftigen Ortsumgehung für Breidenbach ausgebaut. Die K 107 endet am südlichen Ortsende Kleingladenbachs; am Dorfplatz in der Ortsmitte zweigt eine Gemeindeverbindungsstraße nach Wiesenbach ab, die als Lindenstraße und Wiesenbacher Straße bergan aus dem Ort führt.
Zurzeit plant der Landkreis den Bau eines schon lange gewünschten Radwegs parallel zur K 107 nach Breidenbach. Durch die besondere Topografie zwischen den beiden Orten ist die Planung verhältnismäßig aufwendig. Zwei Varianten mit einem deutlich steileren Verlauf südlich der Kreisstraße wurden verworfen. Weiterverfolgt wird nun eine 1,4 Kilometer lange Trassierung nördlich der Straße. Der Bau ist für das Jahr 2025 angesetzt.

#### Öffentliche Verkehrsmittel
Der Ort ist durch folgende Lokalbuslinien über die beiden Haltestellen Hofackerstraße und Gladbachstraße an das ÖPNV-Netz des RMV angebunden:
- MR-51: Biedenkopf–Niedereisenhausen–Friedensdorf–Biedenkopf
- MR-52: Biedenkopf–Friedensdorf–Niedereisenhausen-Biedenkopf

### Feuerwehr
In Kleingladenbach besteht eine Freiwillige Feuerwehr, die in einem kleinen Feuerwehrhaus „in der Kehl“ (Baujahr 1973) untergebracht ist. Dieses verfügt über zwei Stellplätze mit kleiner Werkbank und Zubehör sowie einen Umkleidebereich. Im Anbau befindet sich ein Mannschaftsraum mit offener Küche. Ende des Jahres 2018 wurde das Feuerwehrhaus umfassend saniert. Die Feuerwehr wurde im Jahr 1934 durch 14 Aktive gegründet.
Im Juli 2021 konnten die Kleingladenbacher Feuerwehrleute ein neues Tragkraftspritzenfahrzeug beim Aufbauhersteller BTG in Görlitz abholen. Zuvor nutzte man ein TSF-W auf VW LT50-Basis aus dem Jahr 1992.
Im Sommer 2018 wurde ein neues Mannschaftstransportfahrzeug auf Basis des Ford Transit in Dienst gestellt. Vorgänger war ein VW T3.

### Skibetrieb

#### Allgemeines
Kleingladenbach ist weit über die Grenzen des Hinterlands hinaus bekannt als Wintersportort; zum Dorf gehört eine südwestlich auf dem 535 m hohen Haidackerskopf gelegene, rund 680 Meter lange Skipiste mit Skihütte, Schlepplift und einem 160 Meter langen Übungshang, betrieben vom örtlichen Skiverein („Ski-Club Kleingladenbach“). Sie ist die längste und steilste im Landkreis Marburg-Biedenkopf und im Hessischen Hinterland und hat in den verschiedenen Abschnitten die Schwierigkeitsgrade Blau, Rot und Schwarz. Die Höhendifferenz beträgt etwa 180 Meter, bei einem durchschnittlichen Gefälle von 25 %. Auf dem Steilstück im oberen Drittel sind es laut einigen Quellen bis zu 100 %.
Außerdem werden stark nachgefragte Ski- und Snowboardkurse mit ehrenamtlichen Skilehrern angeboten. Der Ski-Club Kleingladenbach (SCK) veranstaltet darüber hinaus Après-Ski-Partys und Hüttenabende sowie jeweils zum Saisonende ein Skischulrennen und eine Fackelfahrt. Außerdem findet seit 2024 jährlich im Spätherbst ein Skibasar statt, der zuletzt an der ehemaligen Skipiste auf der Sackpfeife Tradition war. Der Skiclub ist Mitglied des Landessportbundes Hessen. Die Gäste kommen aus dem ganzen Hinterland sowie aus den Räumen Marburg, Gießen und Wetzlar.

#### Geschichte
Der „Ski-Club Kleingladenbach e. V.“ wurde am 12. Dezember 1975 von einigen skibegeisterten Männern mit Ziel einen Skibetrieb in Kleingladenbach zu ermöglichen, gegründet. Erste Versuche fanden über und an der „Hobelwiese“ oberhalb des Steinbruchs, im hinteren Teil der Dorfgemarkung, statt. Dieses Gelände erwies sich allerdings als zu flach und kurz, weshalb man nach einem geeigneteren Hang suchte. Die Wahl fiel dabei auf den Haidackerskopf, an dessen Nordhang in den Jahren 1976 bis 1978 eine kurze Piste mit kleinem Lift eingerichtet wurde. Zunächst wurde dazu der untere Teil der heutigen Skipiste gerodet, abgeholzt und planiert. Zur Saison 1977/78 folgte der mittlere Teil, im nächsten Jahr der oberste bis zum Gipfel. Anschließend wurde mit dem Bau des heutigen Doppelanker-Schlepplifts begonnen, der im Januar 1979 in Betrieb genommen werden konnte. In den folgenden Jahren bis 1982 wurde die Skipiste bis zu ihrer heutigen Erscheinungsform verbreitert und erweitert. Außerdem kam eine Flutlichtanlage und eine erste Schneekanone hinzu.

Nachfolgend wurden ein Schneemobil sowie eine Pistenraupe mit Loipenspurgerät angeschafft und die Skihütte samt Maschinenraum an der Talstation „im Seifen“ errichtet. Nebenan kam ein Kinderlift am Übungshang „im Seifengraben“ sowie ein Pumpenhaus für die fünf Schneekanonen hinzu. Eine Zeit lang wurden zweispurige Langlaufloipen von zehn und zwölf Kilometern Länge gespurt, die teilweise mit denen des Hesselbacher Skigebiets verknüpft wurden. 1993 wurde sogar ein internationaler Lauf im Rahmen des Grasski-Europacups ausgerichtet, wofür der internationale Skiverband FIS eigens den Hang abnahm. Ende der 2000er-Jahre wurde eine Gerätehalle, u. a. für die Unterbringung der zwischenzeitlich zwei Pistenraupen errichtet. 2019 übernahm der Verein eine Pistenraupe aus Hartenrod, die im Sommer 2024 wegen spröden Ketten durch eine gebrauchte Raupe von einem Gebrauchthändler aus Württemberg (Baujahr 2008) ausgetauscht wurde.

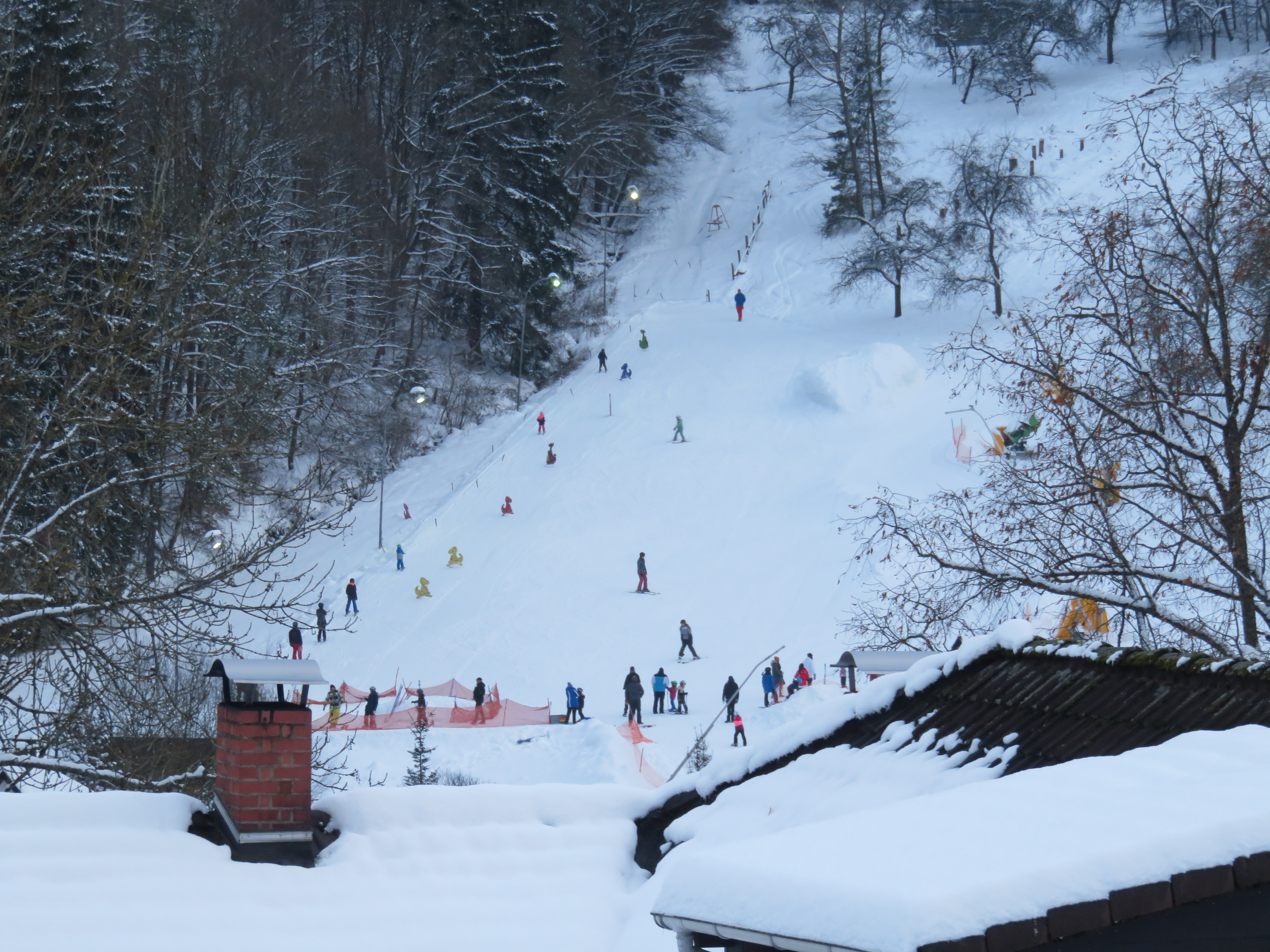
Der Übungshang während des Kursbetriebs
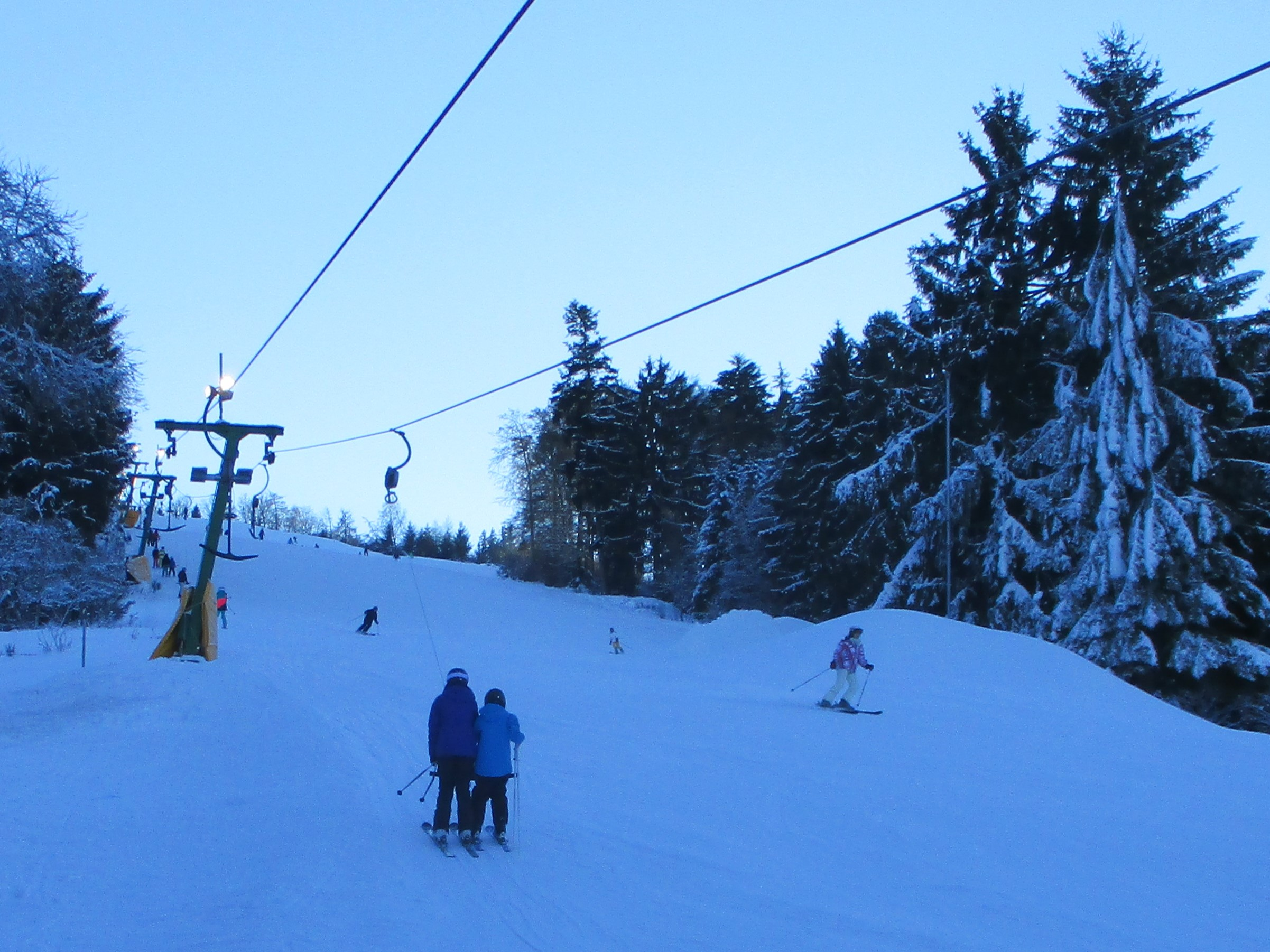
Skibetrieb auf dem Haupthang
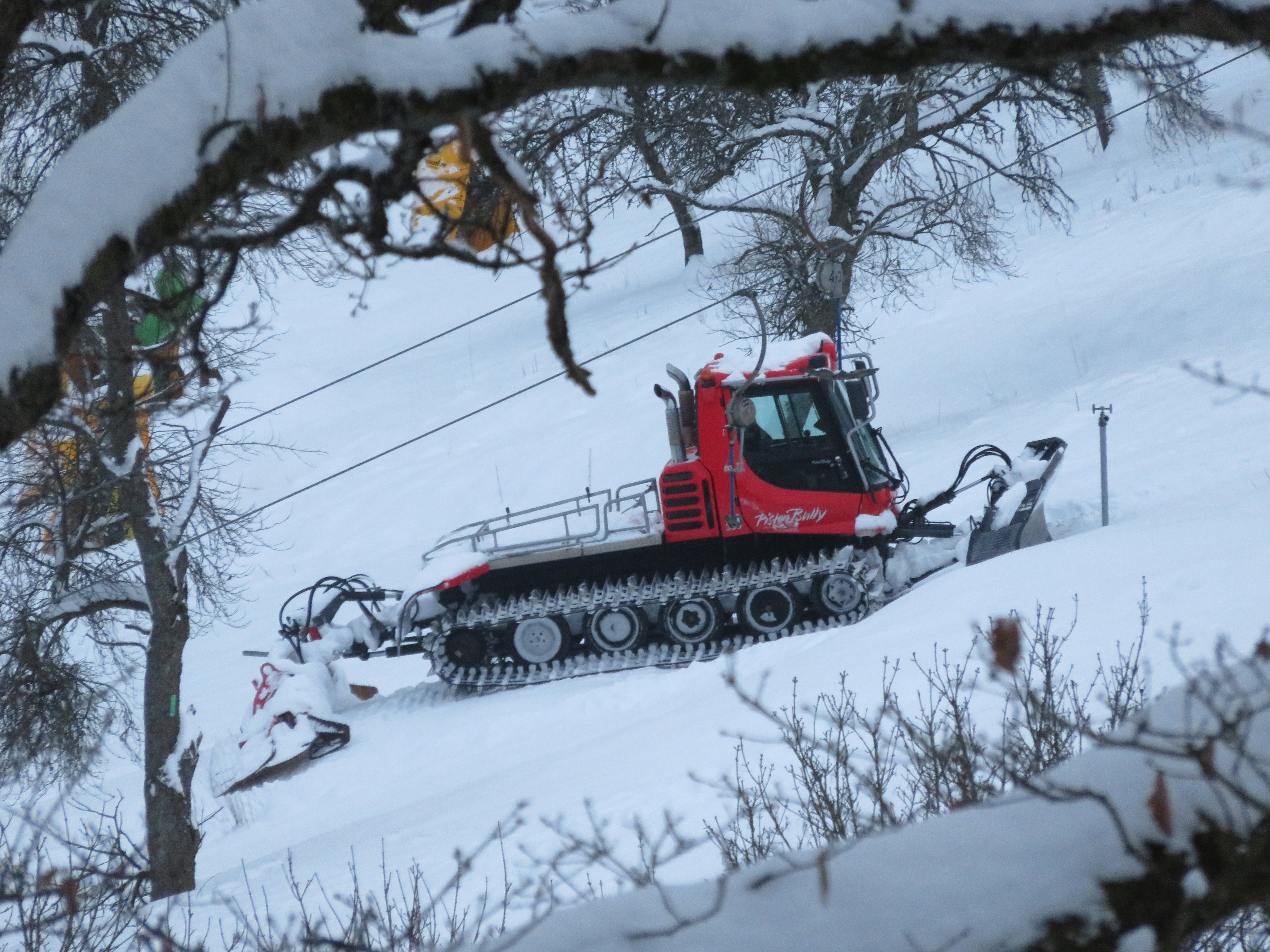
Die ehemalige Pistenraupe des Skiclubs (2019 bis 2024)
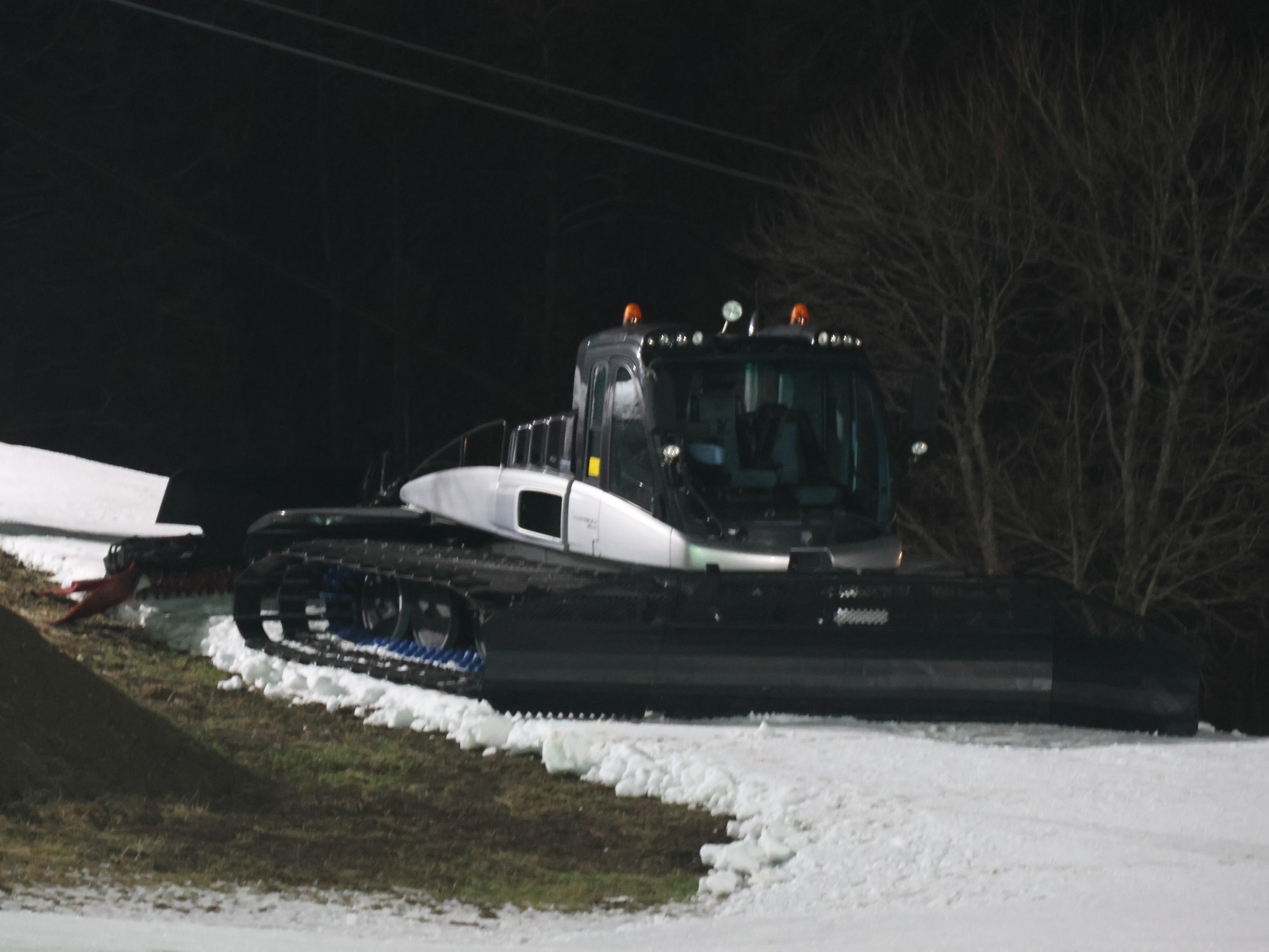
Die neue Pistenraupe des Skiclubs (seit 2024)
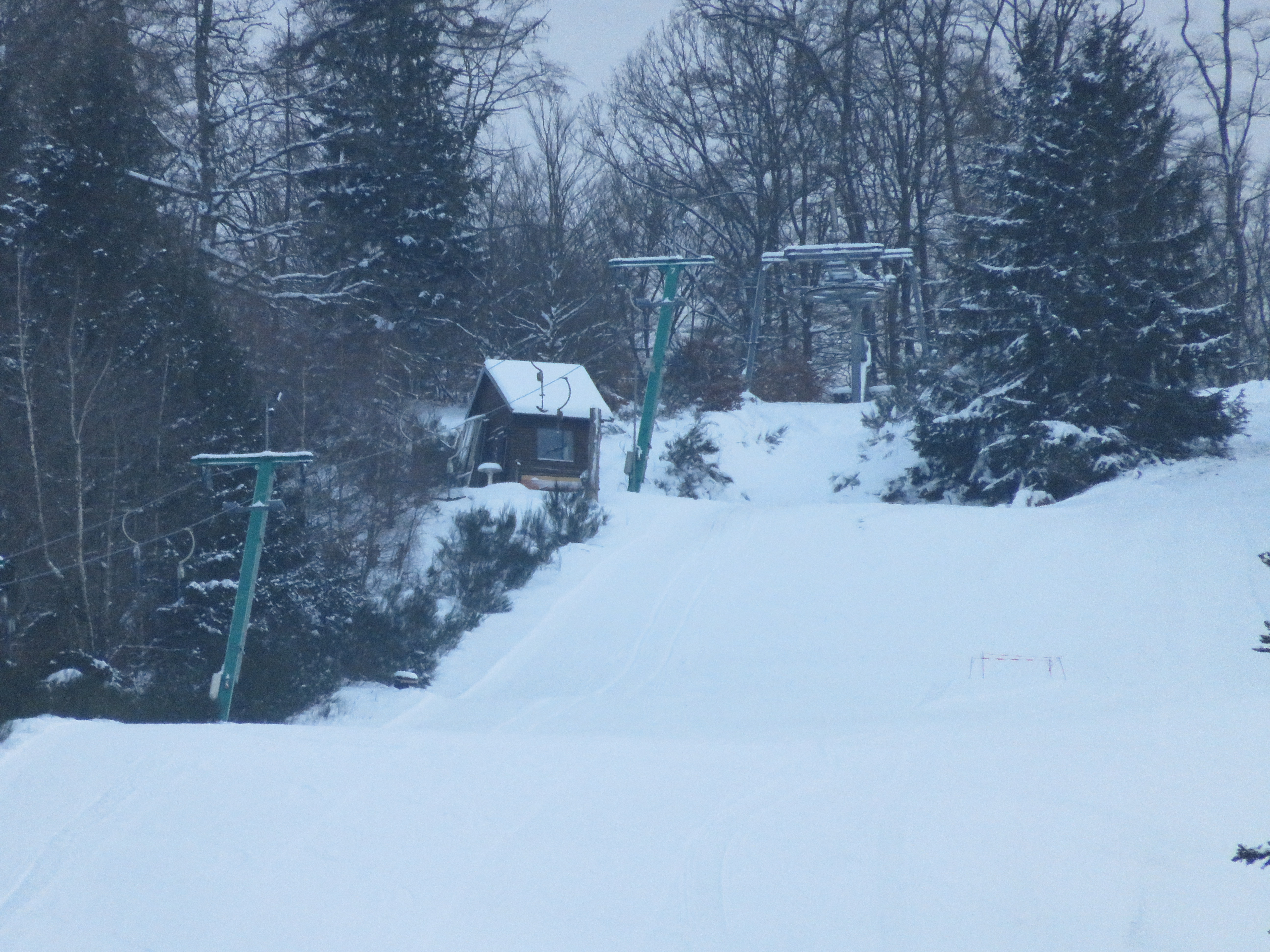
Das obere Ende des Haupthangs
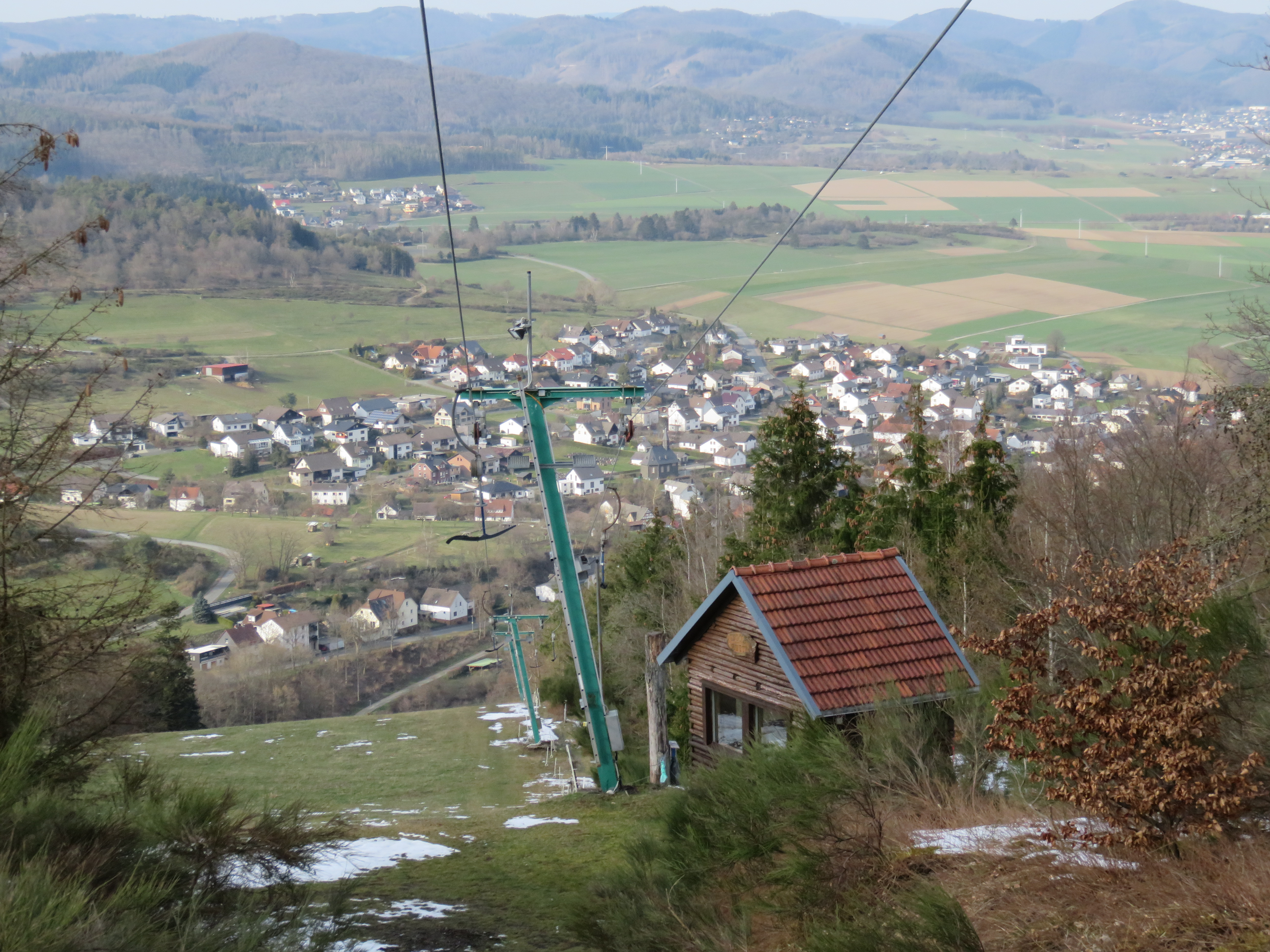
Blick vom oberen Ende der Skipiste
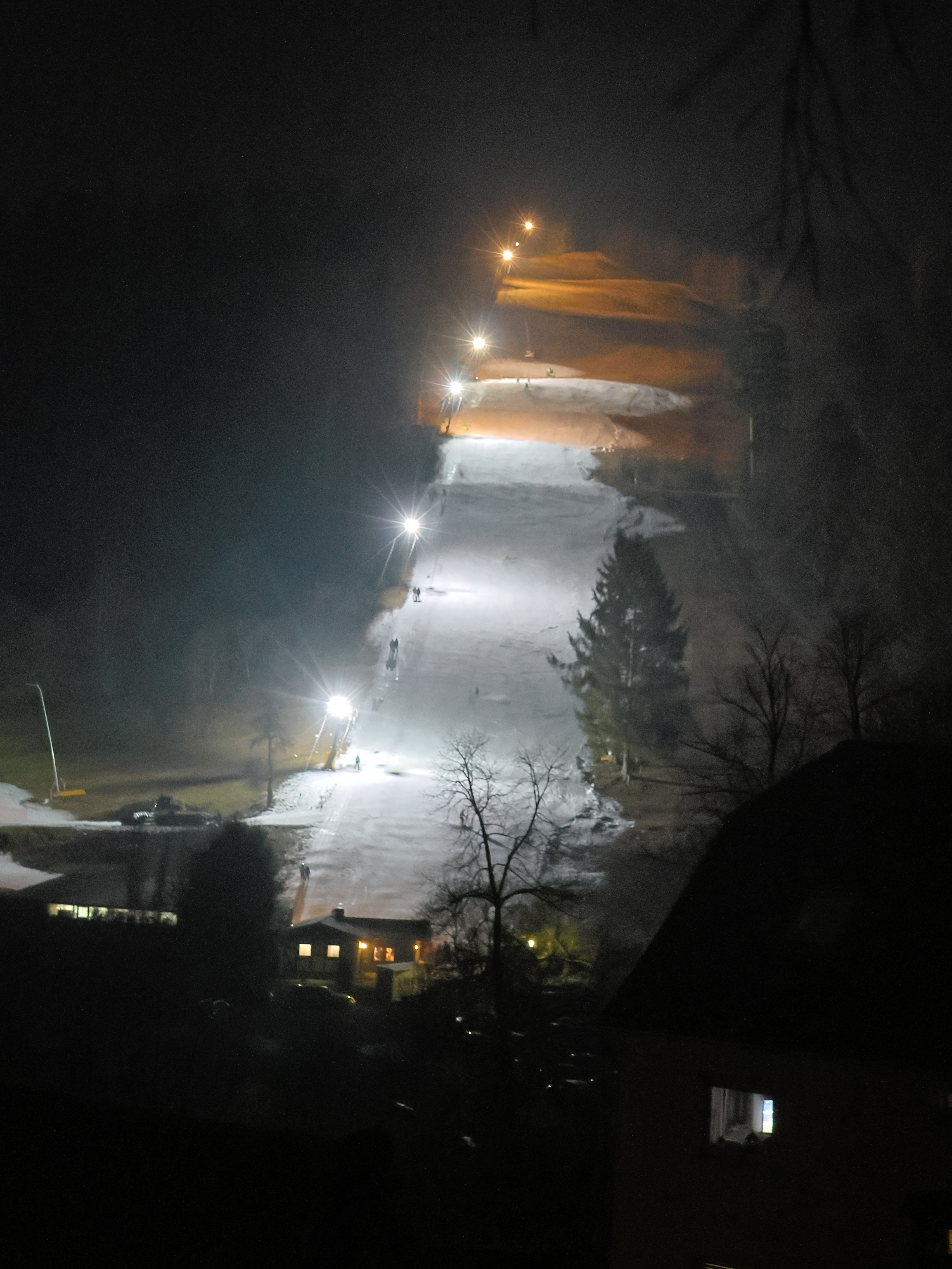
Flutlichtbetrieb auf dem Haupthang

## Veranstaltungen

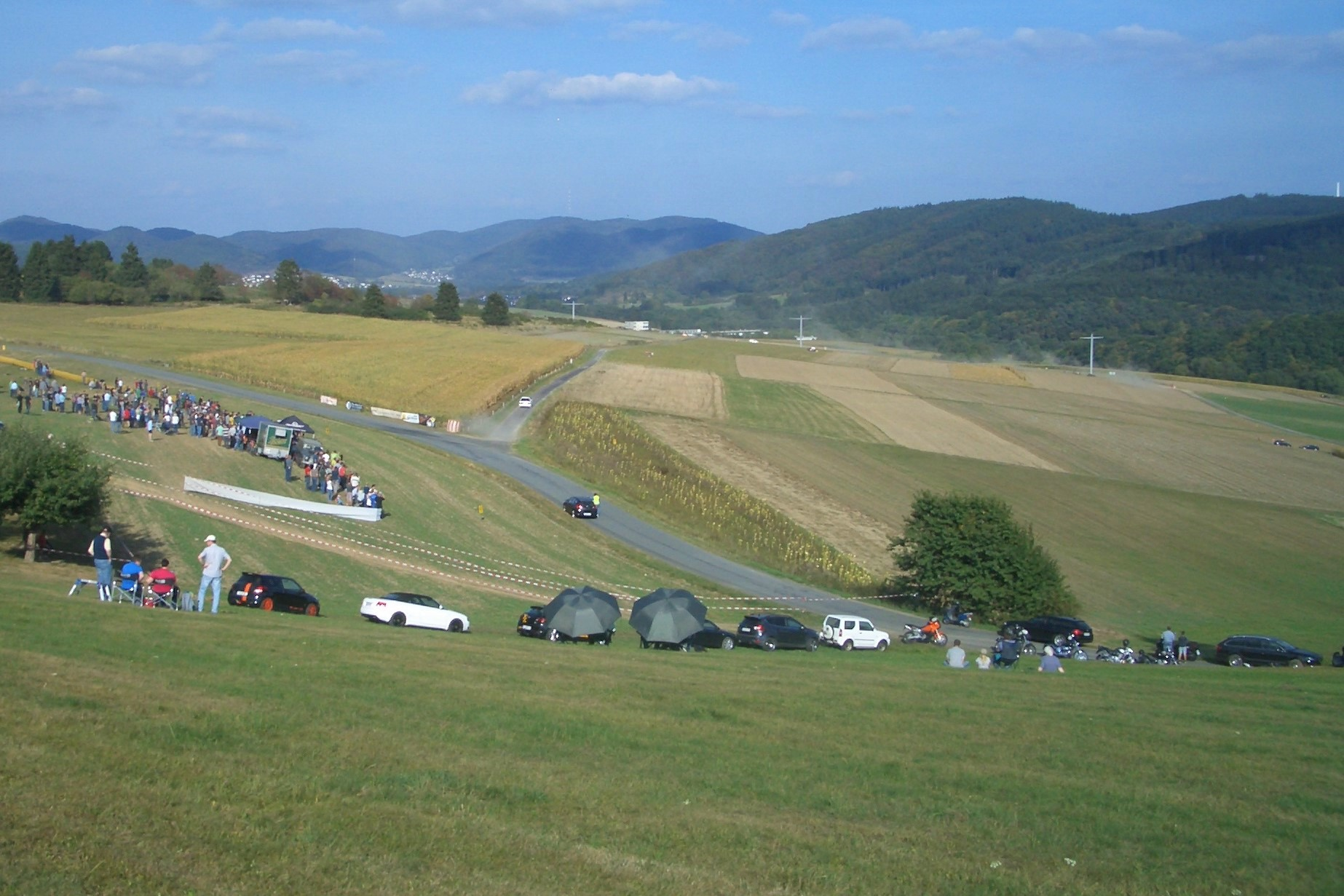
Die Hinterland-Rallye oberhalb von Kleingladenbach (2016)

Jährlich findet auf einer rund 700 Meter langen Downhill-Strecke entlang der Skipiste am Haidackerskopf ein Rennwochenende der Downhill-Rennserie „Gravity Cup“ statt. Organisiert wird die Veranstaltung durch den örtlichen Skiclub, der auch den Skilift für die Nutzung durch die Mountainbiker herrichtet.
Eine Etappe der „Hinterland-Rallye“, einem lokalen Motorsportrennen, findet jährlich zwischen Kleingladenbach und Wiesenbach statt, auf den Gemeindeverbindungswegen in den Tälern von Gladenbach, Lützelbach und Boxbach. Die Etappe gilt als der Klassiker unter den Hinterland-Strecken.
Darüber hinaus veranstaltet der Dorfverein regelmäßig kleinere Aktionen wie Herbstmärkte, Kaffeetrinken oder Brunch.